# Los Ángeles
Los Ángeles (en inglés: Los Angeles, pronunciado AFI: [lɔːs ˈændʒələs] (escuchar)ⓘ), oficialmente Ciudad de Los Ángeles (en inglés: City of Los Angeles) y de manera abreviada LA, o L.A., es la ciudad más poblada del estado de California y la segunda ciudad más poblada de Estados Unidos, tras Nueva York. Tiene, según el censo de 2020, una población de 3 983 540 habitantes, experimentando un crecimiento de un 4.9 % en diez años. Está ubicada en el sur de California y abarca una superficie de 1215 km².
La ciudad es el centro del área estadística metropolitana de Los Ángeles-Long Beach-Santa Ana y del Gran Los Ángeles que, según el censo de 2010, sumaban una población de trece y dieciocho millones de personas, respectivamente. Es, por tanto, una de las mayores áreas metropolitanas del mundo y la segunda de Estados Unidos. La ciudad también es la sede del condado de Los Ángeles, uno de los condados más poblados y étnicamente diversos del país; la propia ciudad de Los Ángeles es reconocida como una de las metrópolis más diversas del planeta. A sus habitantes les corresponde el gentilicio «angelinos/as».
Los Ángeles la fundó el 4 de septiembre de 1781 el gobernador español Felipe de Neve con el nombre de «El Pueblo de Nuestra Señora la Reina de los Ángeles del Río de Porciúncula». En 1821, después de la guerra de independencia de México, la ciudad se integró como parte de México, pero en 1848, a consecuencia de la intervención estadounidense en México, Los Ángeles y el resto de la Alta California pasaron a ser parte de los Estados Unidos de América, de acuerdo con lo pactado en el Tratado de Guadalupe Hidalgo. La ciudad se incorporó a la Unión como municipio el 4 de abril de 1850, cinco meses antes de que California alcanzara la categoría de estado de los Estados Unidos.
Los Ángeles es una ciudad global con gran influencia en ámbitos tan diversos como los negocios, el comercio internacional, el entretenimiento, la cultura, los medios de comunicación, la moda, la ciencia, los deportes, la tecnología, la educación, la medicina o la investigación.
En la ciudad tienen su sede instituciones de renombre que abarcan diversos campos profesionales y culturales, y es uno de los motores económicos más importantes de Estados Unidos. El área Estadística Combinada de Los Ángeles sumaba en 2008 un producto regional bruto de 831 000 millones de USD, el tercero más importante del mundo tras Tokio y Nueva York. Los Ángeles, dentro de la cual se encuentra Hollywood, es líder mundial en la creación de producciones de televisión, videojuegos, música y cine que triunfan en todo el planeta. Además, la ciudad ha sido sede en dos ocasiones de los Juegos Olímpicos de Verano, en 1932 y en 1984, y lo será por tercera vez en 2028.

## Historia
La costa de Los Ángeles estuvo habitada durante siglos por los tongva (también llamados gabrieleños), los chumash y otros pueblos amerindios aún más antiguos; tal vez durante milenios. Los primeros europeos llegaron al área en 1542, liderados por Juan Rodríguez Cabrillo, un explorador español que reclamó el área como Ciudad de Dios en nombre de la Corona de Castilla, pero continuó su viaje sin asentarse en el lugar. El área de Los Ángeles, al igual que todo el estado de California, fue incluida a mediados del siglo XVI en el Virreinato de Nueva España. El 2 de agosto de 1769, Gaspar de Portolá, Junípero Serra y el misionero franciscano Joan Crespí Fiol llegaron al lugar donde actualmente se encuentra la ciudad. Crespí dio nota de que el sitio presentaba un gran potencial como lugar de asentamiento.

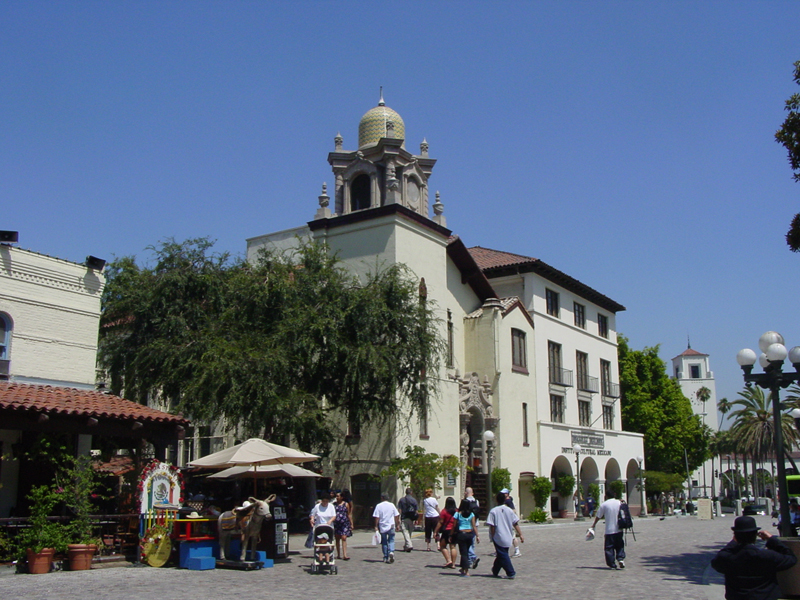
Olvera Street.

En 1771, el fraile franciscano Junípero Serra ordenó construir la Misión San Gabriel Arcángel, en lo que hoy se conoce como Valle de San Gabriel. En 1777 el nuevo gobernador de California, Felipe de Neve, recomendó al virrey de Nueva España que el sitio anteriormente recomendado por Juan Crespí fuera nombrado «Pueblo de Nuestra Señora, la Reina de los Ángeles de Porciúncula». Ese mismo año, Neve viajó a la población de Álamos Sonora, para reclutar a once familias: once hombres, once mujeres y veintidós niñas y niños. Los cabezas de familia eran: Antonio Clemente Villavicencio (español), José Fernando Lara (español), Antonio Mesa (negro), Luis Quintero (negro), José Vanegas (indio), Basilio Rosas (indio), Alejandro Rosas (indio), Pablo Rodríguez, (indio), Manuel Camero (mulato), José Moreno (mulato) y José Antonio Navarro (mestizo); todos eran agricultores, pobres y fueron conocidos como «los pobladores». Cuando llegaron a la misión de San Gabriel, el gobernador Neve preparó a los cuarenta y cuatro pobladores para su entrada a sus nuevos hogares cruzando el Río de Nuestra Señora La Reina de Los Ángeles de Porciúncula.
La ciudad fue fundada el 4 de septiembre de 1781 por ese grupo de cuarenta y cuatro personas, escoltados por cuatro soldados y recorrieron el sendero que iba hacia el río. Los fundadores, como se mencionó, eran de origen indígena y español, siendo dos terceras partes de origen mestizo o mulato; de hecho, la mayoría tenía ascendencia africana.
Se mantuvo como un rancho durante décadas, pero en 1820 la población había aumentado a 650 habitantes. Los restos más antiguos de la ciudad se conservan como monumento histórico en la llamada Olvera Street, la parte más antigua de la ciudad.
El virreinato de Nueva España obtuvo su independencia de la Corona Española en 1821, quedando California bajo el control del recién formado Imperio Mexicano. La soberanía mexicana finalizó con la invasión estadounidense del territorio; en ella, la ciudad fue el epicentro de la resistencia en los territorios norteños ocupados, la movilización insurrecta tuvo un componente popular que logró algunos triunfos; sin embargo, tras una serie de batallas, que culminaron con la firma del Tratado de Cahuenga el 13 de enero de 1847 y posteriormente con el Tratado de Guadalupe Hidalgo en 1848, al gobierno mexicano no le quedó más remedio que ceder el territorio de la Alta California a los Estados Unidos.
Los ferrocarriles llegaron a la ciudad cuando la empresa Southern Pacific Railroad completó su línea hasta Los Ángeles en 1876. El petróleo fue descubierto en 1892 y para 1923 la ciudad estaba produciendo una cuarta parte del petróleo mundial. Para 1900, la población alcanzaba los 100 000 habitantes, lo cual comenzó a presionar a las reservas de agua en la ciudad. La construcción del Acueducto de Los Ángeles en 1913 bajo la supervisión de William Mulholland aseguró el crecimiento de la ciudad. En 1915, comenzó la anexión de docenas de comunidades vecinas, las cuales no podían abastecerse de agua por su cuenta.

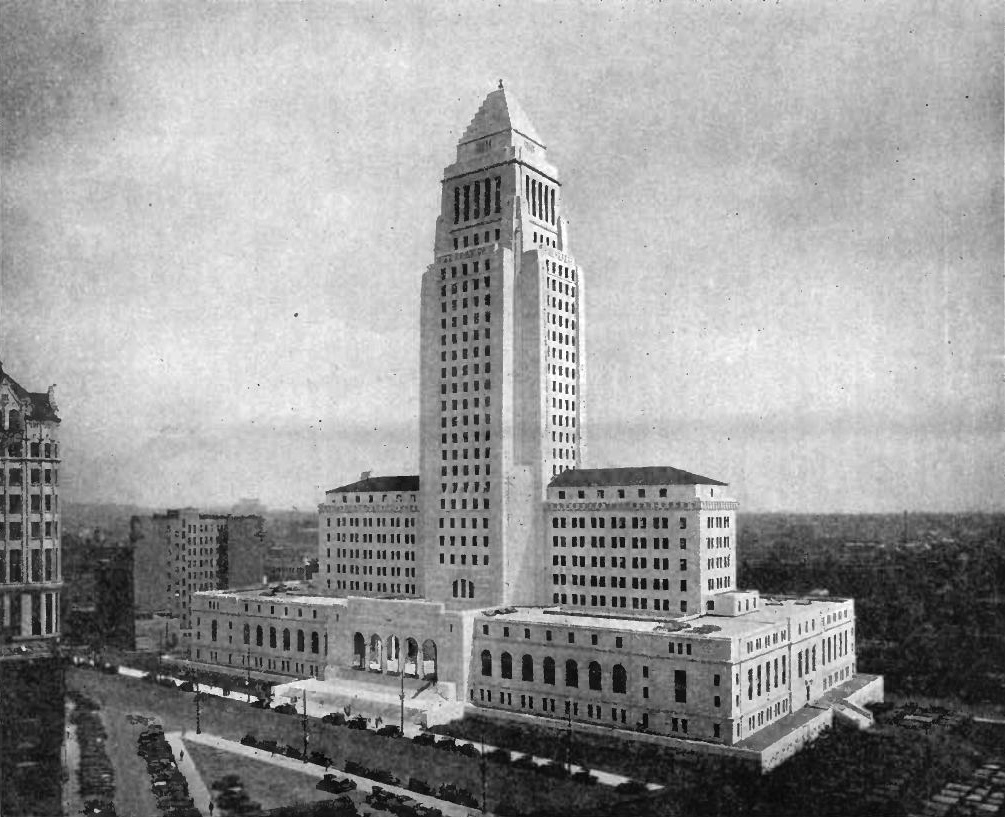
El Ayuntamiento de Los Ángeles en una fotografía tomada en 1931.

Durante la década de 1920, las industrias del cine y la aviación llegaron a la ciudad. En 1932, con una población que sobrepasaba el millón de habitantes, la ciudad fue anfitriona de los Juegos Olímpicos. En este período también llegaron varios exiliados procedentes de Europa, debido principalmente a la tensión política y social existente durante esos años de preguerra; algunos personajes que llegaron durante este período fueron Thomas Mann, Fritz Lang, Bertolt Brecht, Arnold Schönberg y Lion Feuchtwanger.
La Segunda Guerra Mundial ocasionó el crecimiento y la prosperidad económica de la ciudad, aunque muchos de sus residentes de origen japonés fueron confinados en campos de concentración mientras duró la guerra. Tras el fin de la guerra, la ciudad experimentó un gran crecimiento y expansión hacia el Valle de San Fernando.

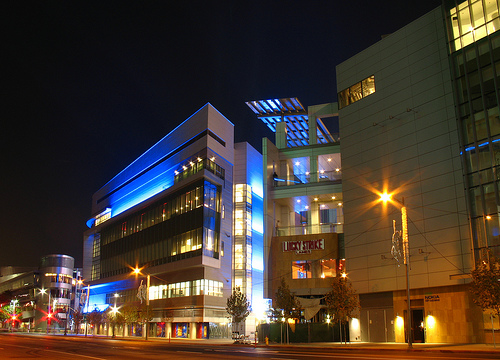
L.A. Live por la noche, sobre Figueroa Street.

Al igual que otros lugares de Estados Unidos, durante las décadas de 1960 y 1970, la ciudad vivió conflictos interraciales; los disturbios de Watts en 1965, la huelga de estudiantes chicanos en 1968, y la moratoria chicana de 1970 son algunos ejemplos de las disputas raciales que tuvieron lugar en la ciudad. En 1969 se convirtió en uno de los lugares de origen de Internet, cuando la primera transmisión de ARPANET fue enviada desde la UCLA a SRI International en Menlo Park.
En 1984, la urbe fue anfitriona por segunda vez de los Juegos Olímpicos. En la década de 1980, la ciudad estuvo muy afectada por el aumento de las guerras entre pandillas, debido principalmente a la aparición del crack y la corrupción policial.
Las tensiones raciales volvieron a aparecer durante la década de 1990 con la controversia de Rodney King y los disturbios a gran escala que la siguieron. En 1994, la ciudad se vio afectada por el terremoto de Northridge, causando 72 muertes.
A pesar de las propuestas por parte del Valle de San Fernando y Hollywood de separarse de la ciudad en 2002, los residentes no aprobaron la secesión. La década de los 2000 vio el crecimiento del desarrollo urbano y también la segregación urbana de varias partes de la ciudad, destacando Echo Park y el Centro de Los Ángeles.
Más recientemente, las sequías en todo el estado en California han puesto a prueba la seguridad hídrica tanto de la ciudad como del condado de Los Ángeles.

## Geografía

### Topografía

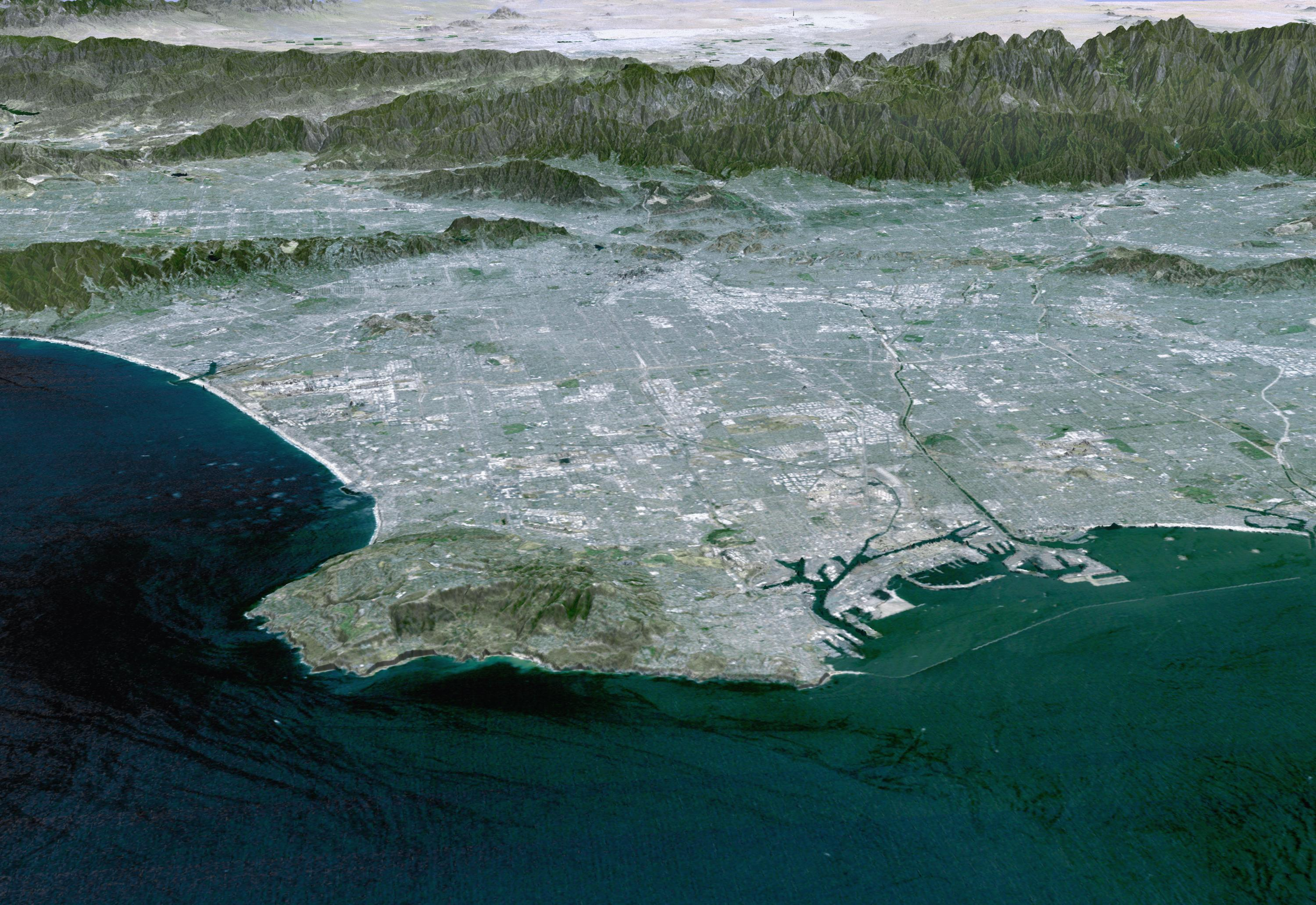
La cuenca sedimentaria sobre la que se asienta Los Ángeles.

Los Ángeles tiene un área total de 1302.76 km², de los cuales 1214.9 km² son tierra, y el resto (87.86 km²), agua. Esto la convierte en la decimocuarta ciudad más extensa de los Estados Unidos. Mide 71 km en sentido longitudinal y 47 km de este a oeste. El perímetro de la ciudad es de 550 km.
El punto más alto es el Monte Lukens, también llamado Pico Sister Elsie. Está ubicado al noreste del valle de San Fernando y posee una altura de 1548 m. El principal río es el río Los Ángeles, que comienza en el barrio Canoga Park y es en gran parte estacional. Está casi totalmente revestido de hormigón y desemboca en el océano Pacífico.

### Geología
Los Ángeles está expuesta a los terremotos debido a su ubicación en el Cinturón de Fuego del Pacífico. Su inestabilidad geológica produce varias fallas debajo y sobre la superficie terrestre, las cuales generan aproximadamente 10 000 temblores sísmicos cada año. Una de las principales fallas es la falla de San Andrés. Ubicada en el límite entre la placa Pacífica y la Norteamericana, se piensa que será la causante de un próximo terremoto al sur de California. Los principales terremotos ocurridos en el área incluyen el Northridge en 1994, el de Whittier Narrows en 1987, el de San Fernando en 1971 cerca de Sylmar y el de Long Beach en 1933.
Sin embargo, la mayoría de los movimientos sísmicos son de baja intensidad y generalmente no son percibidos por las personas. Algunas partes de la ciudad son además vulnerables a maremotos provenientes del Océano Pacífico; considerando el provocado por el Terremoto de Valdivia de 1960 en Chile, que dañó algunos puertos.

### Clima

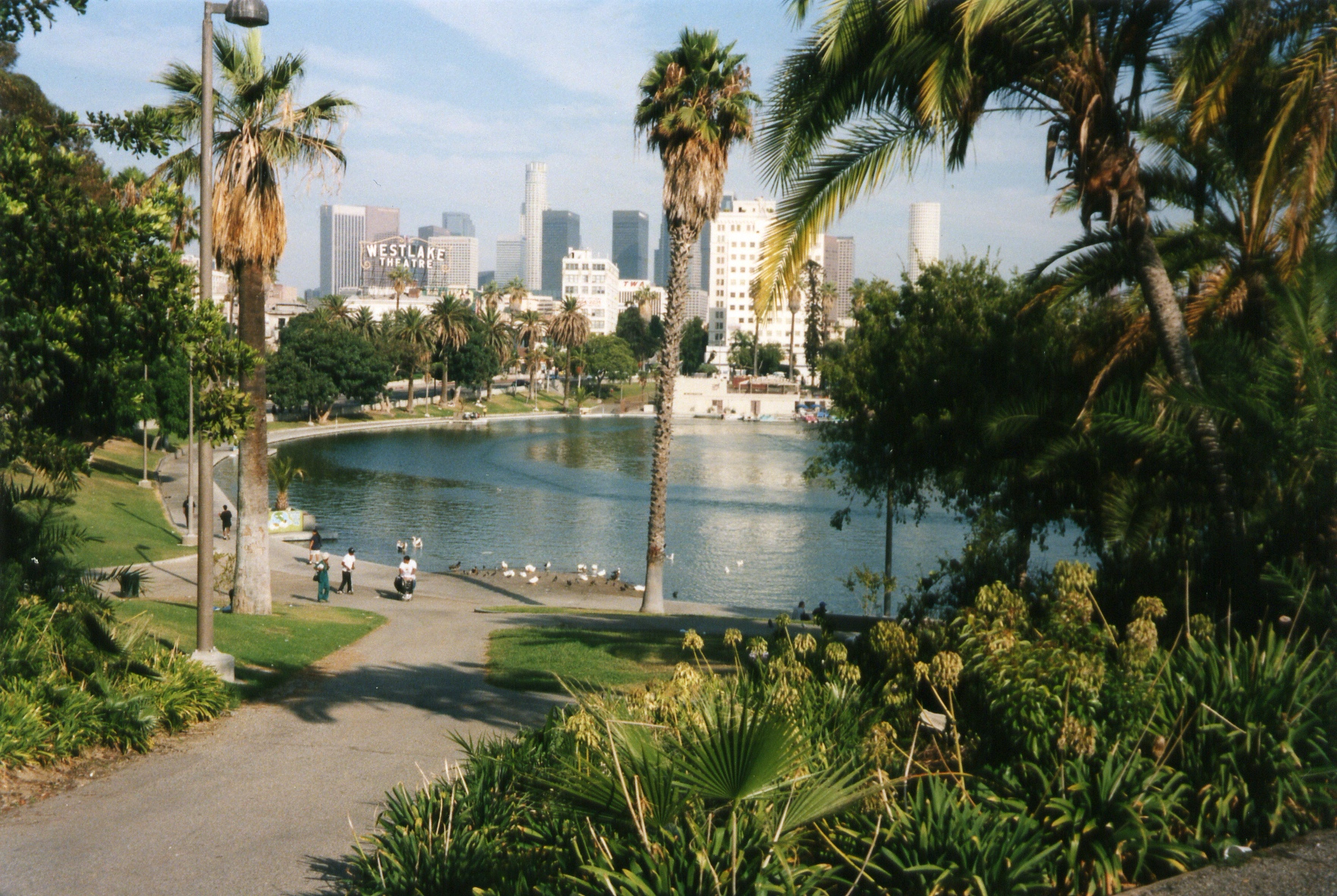
Parque MacArthur en el distrito Westlake

La ciudad tiene un clima situado entre la zona de transición del clima mediterráneo (Clasificación climática de Köppen: CSa) con la del clima semiárido cálido (BSh). Generalmente el clima es templado y seco, con máximos de precipitaciones durante el invierno. La ciudad disfruta de más de 3250 horas de luz solar al año de media. Las brisas del océano Pacífico tienden a mantener a las comunidades de la costa de Los Ángeles más frescas en verano y templadas en invierno que las del interior; en verano, puede llegar a haber diferencias térmicas de 10 °C entre la costa y el interior dentro de la ciudad.
La temperatura media en enero es de 14 °C y 23 °C en julio. Las temperaturas máximas en verano superan frecuentemente los 32 °C, y el promedio de máximas es de 28 °C, con mínimos durante la noche de hasta 17 °C. Las temperaturas diurnas en invierno son generalmente de 18 °C de promedio, con mínimos nocturnos de 8 °C y durante esta estación son frecuentes las lluvias. El mes más caluroso es agosto, seguido por julio y septiembre. La temperatura más alta registrada en los extremos de la ciudad fue de 48 °C en Woodland Hills el 22 de julio de 2006; la más baja -5 °C en 1989, en Canoga Park. La temperatura más alta registrada en el centro de la ciudad fue de 45 °C el 27 de septiembre de 2010, y la más baja -5 °C el 9 de enero de 1937.
Las precipitaciones ocurren mayoritariamente en los meses de invierno y primavera (siendo febrero el mes más lluvioso) con grandes variaciones en la severidad de las tormentas año a año. Los Ángeles tiene un promedio de precipitación de 381 mm al año. Generalmente no nieva en la cuenca de la ciudad, pero las montañas ubicadas en los límites de esta reciben nieve todos los años.
La nieve es un fenómeno muy raro en la cuenca de la ciudad. La mayor nevada registrada ocurrió el 15 de enero de 1932, y alcanzó una altura de 5 cm.
| Parámetros climáticos promedio de Los Ángeles (Centro - campus de USC) | Parámetros climáticos promedio de Los Ángeles (Centro - campus de USC) | Parámetros climáticos promedio de Los Ángeles (Centro - campus de USC) | Parámetros climáticos promedio de Los Ángeles (Centro - campus de USC) | Parámetros climáticos promedio de Los Ángeles (Centro - campus de USC) | Parámetros climáticos promedio de Los Ángeles (Centro - campus de USC) | Parámetros climáticos promedio de Los Ángeles (Centro - campus de USC) | Parámetros climáticos promedio de Los Ángeles (Centro - campus de USC) | Parámetros climáticos promedio de Los Ángeles (Centro - campus de USC) | Parámetros climáticos promedio de Los Ángeles (Centro - campus de USC) | Parámetros climáticos promedio de Los Ángeles (Centro - campus de USC) | Parámetros climáticos promedio de Los Ángeles (Centro - campus de USC) | Parámetros climáticos promedio de Los Ángeles (Centro - campus de USC) | Parámetros climáticos promedio de Los Ángeles (Centro - campus de USC) |
| Mes                                                                    | Ene.                                                                   | Feb.                                                                   | Mar.                                                                   | Abr.                                                                   | May.                                                                   | Jun.                                                                   | Jul.                                                                   | Ago.                                                                   | Sep.                                                                   | Oct.                                                                   | Nov.                                                                   | Dic.                                                                   | Anual                                                                  |
| ---------------------------------------------------------------------- | ---------------------------------------------------------------------- | ---------------------------------------------------------------------- | ---------------------------------------------------------------------- | ---------------------------------------------------------------------- | ---------------------------------------------------------------------- | ---------------------------------------------------------------------- | ---------------------------------------------------------------------- | ---------------------------------------------------------------------- | ---------------------------------------------------------------------- | ---------------------------------------------------------------------- | ---------------------------------------------------------------------- | ---------------------------------------------------------------------- | ---------------------------------------------------------------------- |
| Temp. máx. abs. (°C)                                                   | 35                                                                     | 35                                                                     | 37.2                                                                   | 41.1                                                                   | 39.4                                                                   | 44.4                                                                   | 42.8                                                                   | 41.1                                                                   | 45                                                                     | 42.2                                                                   | 37.8                                                                   | 33.3                                                                   | 45                                                                     |
| Temp. máx. media (°C)                                                  | 20.1                                                                   | 20.3                                                                   | 21.2                                                                   | 22.6                                                                   | 23.6                                                                   | 25.6                                                                   | 28.4                                                                   | 29.1                                                                   | 28.4                                                                   | 25.8                                                                   | 22.7                                                                   | 19.8                                                                   | 24                                                                     |
| Temp. media (°C)                                                       | 14.4                                                                   | 14.9                                                                   | 15.9                                                                   | 17.3                                                                   | 18.8                                                                   | 20.7                                                                   | 22.9                                                                   | 23.5                                                                   | 22.8                                                                   | 20.3                                                                   | 16.9                                                                   | 14.2                                                                   | 18.6                                                                   |
| Temp. mín. media (°C)                                                  | 8.8                                                                    | 9.6                                                                    | 10.6                                                                   | 11.9                                                                   | 13.9                                                                   | 15.7                                                                   | 17.6                                                                   | 17.8                                                                   | 17.3                                                                   | 14.8                                                                   | 11.1                                                                   | 8.6                                                                    | 13.1                                                                   |
| Temp. mín. abs. (°C)                                                   | -2.2                                                                   | -3.9                                                                   | -0.6                                                                   | 2.2                                                                    | 4.4                                                                    | 7.8                                                                    | 9.4                                                                    | 9.4                                                                    | 6.7                                                                    | 4.4                                                                    | 1.1                                                                    | -4.4                                                                   | -4.4                                                                   |
| Lluvias (mm)                                                           | 79.2                                                                   | 96.5                                                                   | 61.7                                                                   | 23.1                                                                   | 6.6                                                                    | 2.3                                                                    | 0.3                                                                    | 1                                                                      | 6.1                                                                    | 16.8                                                                   | 26.4                                                                   | 59.2                                                                   | 379.2                                                                  |
| Días de lluvias (≥ 0.01 inch)                                          | 6.1                                                                    | 6.4                                                                    | 5.5                                                                    | 3.2                                                                    | 1.3                                                                    | 0.6                                                                    | 0.3                                                                    | 0.3                                                                    | 1.0                                                                    | 2.5                                                                    | 3.3                                                                    | 5.2                                                                    | 35.7                                                                   |
| Horas de sol                                                           | 225.3                                                                  | 222.5                                                                  | 267.0                                                                  | 303.5                                                                  | 276.2                                                                  | 275.8                                                                  | 364.1                                                                  | 349.5                                                                  | 278.5                                                                  | 255.1                                                                  | 217.3                                                                  | 219.4                                                                  | 3254.2                                                                 |
| Fuente n.º 1: NOAA                                                     |                                                                        |                                                                        |                                                                        |                                                                        |                                                                        |                                                                        |                                                                        |                                                                        |                                                                        |                                                                        |                                                                        |                                                                        |                                                                        |
| Fuente n.º 2: Weather.com (extremas)                                   |                                                                        |                                                                        |                                                                        |                                                                        |                                                                        |                                                                        |                                                                        |                                                                        |                                                                        |                                                                        |                                                                        |                                                                        |                                                                        |

| Parámetros climáticos promedio de Los Ángeles (Canoga Park, en el Valle de San Fernando) | Parámetros climáticos promedio de Los Ángeles (Canoga Park, en el Valle de San Fernando) | Parámetros climáticos promedio de Los Ángeles (Canoga Park, en el Valle de San Fernando) | Parámetros climáticos promedio de Los Ángeles (Canoga Park, en el Valle de San Fernando) | Parámetros climáticos promedio de Los Ángeles (Canoga Park, en el Valle de San Fernando) | Parámetros climáticos promedio de Los Ángeles (Canoga Park, en el Valle de San Fernando) | Parámetros climáticos promedio de Los Ángeles (Canoga Park, en el Valle de San Fernando) | Parámetros climáticos promedio de Los Ángeles (Canoga Park, en el Valle de San Fernando) | Parámetros climáticos promedio de Los Ángeles (Canoga Park, en el Valle de San Fernando) | Parámetros climáticos promedio de Los Ángeles (Canoga Park, en el Valle de San Fernando) | Parámetros climáticos promedio de Los Ángeles (Canoga Park, en el Valle de San Fernando) | Parámetros climáticos promedio de Los Ángeles (Canoga Park, en el Valle de San Fernando) | Parámetros climáticos promedio de Los Ángeles (Canoga Park, en el Valle de San Fernando) | Parámetros climáticos promedio de Los Ángeles (Canoga Park, en el Valle de San Fernando) |
| Mes                                                                                      | Ene.                                                                                     | Feb.                                                                                     | Mar.                                                                                     | Abr.                                                                                     | May.                                                                                     | Jun.                                                                                     | Jul.                                                                                     | Ago.                                                                                     | Sep.                                                                                     | Oct.                                                                                     | Nov.                                                                                     | Dic.                                                                                     | Anual                                                                                    |
| ---------------------------------------------------------------------------------------- | ---------------------------------------------------------------------------------------- | ---------------------------------------------------------------------------------------- | ---------------------------------------------------------------------------------------- | ---------------------------------------------------------------------------------------- | ---------------------------------------------------------------------------------------- | ---------------------------------------------------------------------------------------- | ---------------------------------------------------------------------------------------- | ---------------------------------------------------------------------------------------- | ---------------------------------------------------------------------------------------- | ---------------------------------------------------------------------------------------- | ---------------------------------------------------------------------------------------- | ---------------------------------------------------------------------------------------- | ---------------------------------------------------------------------------------------- |
| Temp. máx. abs. (°C)                                                                     | 33.9                                                                                     | 34.4                                                                                     | 38.3                                                                                     | 40.6                                                                                     | 45                                                                                       | 45                                                                                       | 46.1                                                                                     | 46.7                                                                                     | 46.1                                                                                     | 43.3                                                                                     | 37.2                                                                                     | 35.6                                                                                     | 46.7                                                                                     |
| Temp. máx. media (°C)                                                                    | 19.9                                                                                     | 21.1                                                                                     | 22.2                                                                                     | 25.4                                                                                     | 27.4                                                                                     | 31.6                                                                                     | 35                                                                                       | 35.6                                                                                     | 33.2                                                                                     | 29.1                                                                                     | 23.7                                                                                     | 20.4                                                                                     | 27.1                                                                                     |
| Temp. media (°C)                                                                         | 12.1                                                                                     | 13                                                                                       | 14                                                                                       | 16.3                                                                                     | 18.4                                                                                     | 21.7                                                                                     | 24.4                                                                                     | 24.9                                                                                     | 23.1                                                                                     | 19.3                                                                                     | 14.6                                                                                     | 12                                                                                       | 17.8                                                                                     |
| Temp. mín. media (°C)                                                                    | 4.2                                                                                      | 4.9                                                                                      | 5.7                                                                                      | 7.1                                                                                      | 9.5                                                                                      | 11.8                                                                                     | 13.8                                                                                     | 14.2                                                                                     | 12.9                                                                                     | 9.6                                                                                      | 5.4                                                                                      | 3.5                                                                                      | 8.6                                                                                      |
| Temp. mín. abs. (°C)                                                                     | -7.2                                                                                     | -7.8                                                                                     | -3.3                                                                                     | -1.1                                                                                     | 0.6                                                                                      | 2.2                                                                                      | 5.6                                                                                      | 5.6                                                                                      | 3.3                                                                                      | -2.8                                                                                     | -5                                                                                       | -6.7                                                                                     | -7.8                                                                                     |
| Lluvias (mm)                                                                             | 97.3                                                                                     | 111.8                                                                                    | 91.4                                                                                     | 22.4                                                                                     | 8.1                                                                                      | 1.8                                                                                      | 0.3                                                                                      | 3.8                                                                                      | 6.1                                                                                      | 15.7                                                                                     | 32.8                                                                                     | 60.5                                                                                     | 451.9                                                                                    |
| Días de lluvias (≥ 1 mm)                                                                 | 6.2                                                                                      | 5.9                                                                                      | 6.1                                                                                      | 3.0                                                                                      | 1.3                                                                                      | 0.4                                                                                      | 0.1                                                                                      | 0.7                                                                                      | 1.3                                                                                      | 2.0                                                                                      | 3.2                                                                                      | 4.4                                                                                      | 34.6                                                                                     |
| Fuente: NOAA                                                                             |                                                                                          |                                                                                          |                                                                                          |                                                                                          |                                                                                          |                                                                                          |                                                                                          |                                                                                          |                                                                                          |                                                                                          |                                                                                          |                                                                                          |                                                                                          |

### Flora
El área de Los Ángeles es rica en especies de plantas nativas, debido en parte a su diversidad de hábitats, que incluyen playas, pantanos y montañas. El ambiente botánico más común son los matorrales costeros, los cuales cubren las laderas. Algunas plantas nativas son: amapola de California (Eschscholzia californica), amapola matilija (Romneya Harvey), toyon (Heteromeles arbutifolia), roble costero (Quercus agrifolia) y centeno gigante salvaje (Secale cereale). Muchas de estas especies, como el girasol de Los Ángeles (Helianthus nuttallii), son tan escasas que se han considerado en peligro de extinción. Aunque no es nativa del área, la flor oficial de la ciudad es la llamada ave del paraíso.

### Contaminación

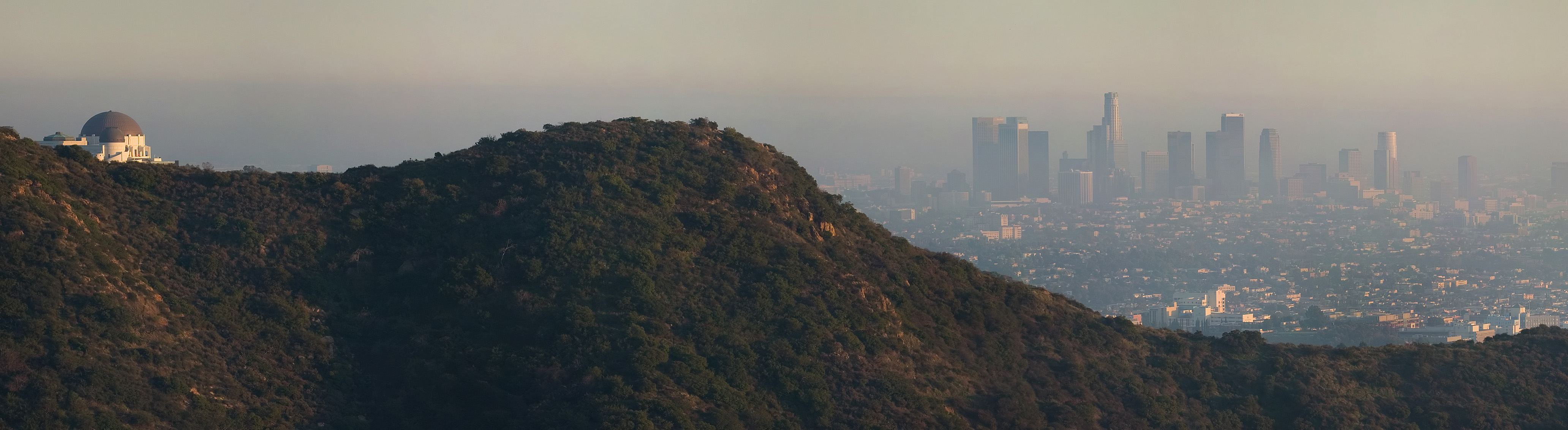
Centro de la ciudad de Los Ángeles en una tarde cubierta de smog. Se puede divisar el observatorio Griffith en primer plano.

Debido a su geografía y a la dependencia de los automóviles como medio de transporte principal, la ciudad sufre de una severa contaminación atmosférica en forma de smog. El aire de la Cuenca de Los Ángeles y el Valle de San Fernando es susceptible a la inversión térmica que retiene los gases de automóviles, y de motores diésel de camiones, barcos y locomotoras, como también de industrias y otras fuentes.
A diferencia de otras ciudades que cuentan con lluvias que eliminan el smog, Los Ángeles solo recibe 381 mm de lluvia cada año, por lo que la contaminación suele acumularse durante varios días. Esto preocupó mucho al estado de California, que exigió a sus habitantes adquirir vehículos con baja emisión de gases, dando como resultado una paulatina reducción en los niveles de contaminación durante las últimas décadas. El número de alertas medioambientales ha disminuido de aproximadamente cien cada año durante la década de 1970, a prácticamente cero en el nuevo milenio.
A pesar de este avance, el reporte anual de la American Lung Association de 2006 ubica a la ciudad dentro de las más contaminadas del país. Además, el agua subterránea de la ciudad se está viendo afectada por la creciente contaminación mediante MTBE de gasolineras y percloratos de motores de cohete. Siendo la contaminación uno de sus principales problemas, la ciudad continúa esforzándose para mejorar la calidad del aire y agua.

### Paisaje urbano
La ciudad está dividida en numerosos barrios, muchos de los cuales fueron pueblos anexados por el crecimiento de la ciudad. Existen varias ciudades independientes alrededor de Los Ángeles, las cuales son consideradas como parte de esta debido a su proximidad. Generalmente, la ciudad se divide entre las siguientes áreas: Centro de la ciudad, Este de Los Ángeles, no confundir con Este de L.A. que es una comunidad no incorporada al condado de Los Ángeles, Sur de Los Ángeles, el Puerto, Hollywood, Wilshire, Oeste de Los Ángeles, el Valle de San Fernando, Valle de San Gabriel, Valle de Santa Clarita y Valle de Antelope.
Algunas conocidas comunidades de la región de Los Ángeles incluyen el distrito comercial central, Century City, Los Feliz, Silver Lake, Hollywood, Hancock Park, Koreatown, y los opulentos barrios y pueblos de la zona oeste de Los Ángeles como Bel Air, Westwood y Brentwood.

## Cultura

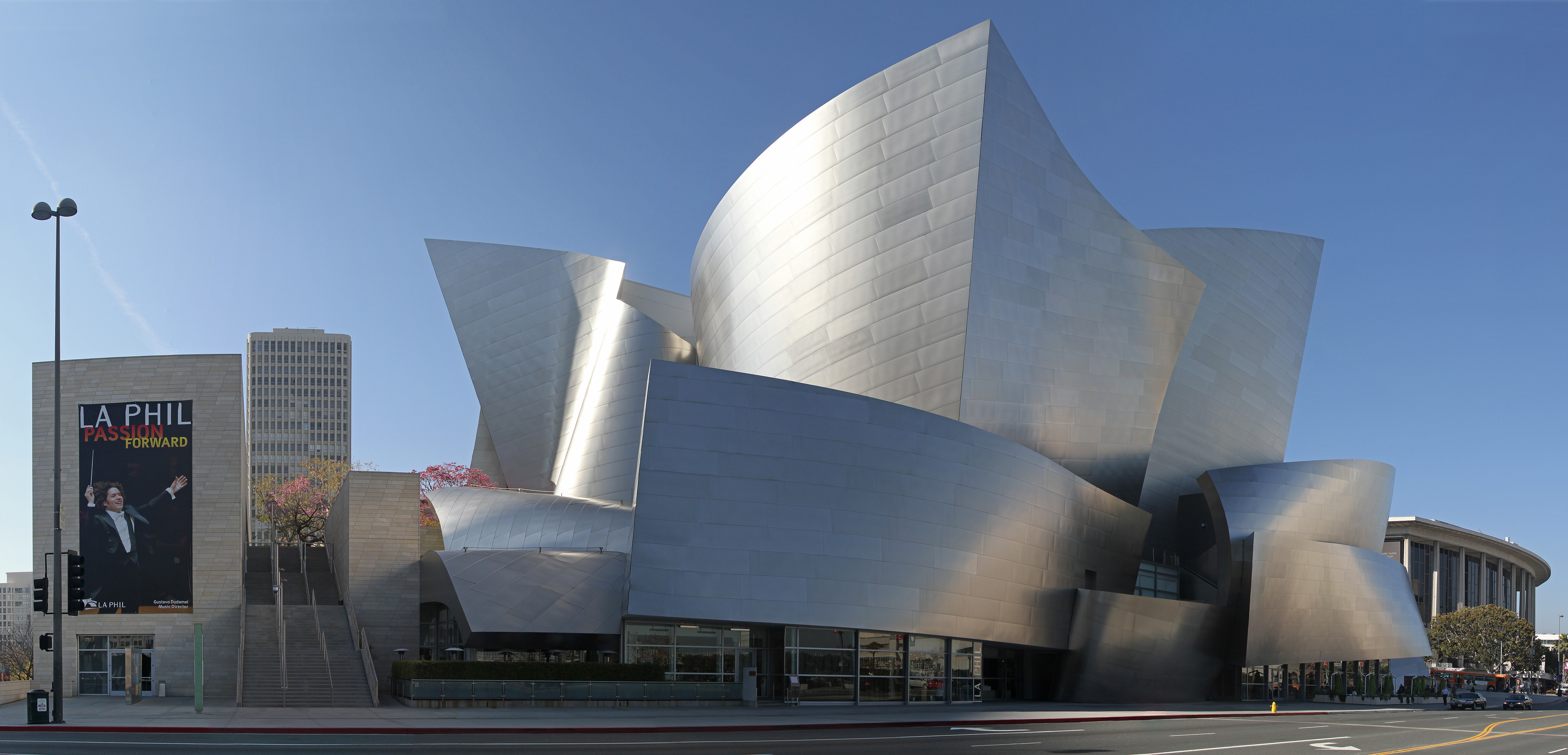
Walt Disney Concert Hall.

Los Ángeles alberga varias industrias del espectáculo como la música, el cine, televisión y arte. La industria cinematográfica es una de las más importantes dentro de la ciudad, especialmente en Hollywood. Varias entidades dedicadas a la apreciación cinematográfica poseen sus sedes en Los Ángeles, incluida la Academia de las Artes y las Ciencias Cinematográficas de Hollywood y el American Film Institute.
La industria musical de la ciudad es una de las más importantes, con reconocimiento internacional. Comenzó su desarrollo con el cine sonoro en la década de 1920 y le siguió la fundación de compañías discográficas orientadas a los distintos géneros musicales como el jazz, el rhythm & blues, el rock and roll, el rap y con todos sus derivados. El edificio de Capitol Records es uno de los iconos arquitectónicos de la ciudad.
En la ciudad nacieron los jazzistas Charles Mingus, Chico Hamilton, Eric Dolphy y Dexter Gordon. Bandas como Metallica, Guns N' Roses, Mötley Crüe, Megadeth, The Doors, The Byrds, Red Hot Chili Peppers, Maroon 5, Black Eyed Peas, System of a Down, Suicidal Tendencies, Linkin Park, Rage Against the Machine, Thirty Seconds to Mars y Body Count, fueron fundadas en Los Ángeles, mientras que The Beach Boys, Slayer o Van Halen provienen de ciudades cercanas. Los raperos Dr. Dre y Ice Cube son angelinos y Snoop Dogg proviene de las cercanías, al igual que la intérprete pop Katy Perry, oriunda de Santa Bárbara.

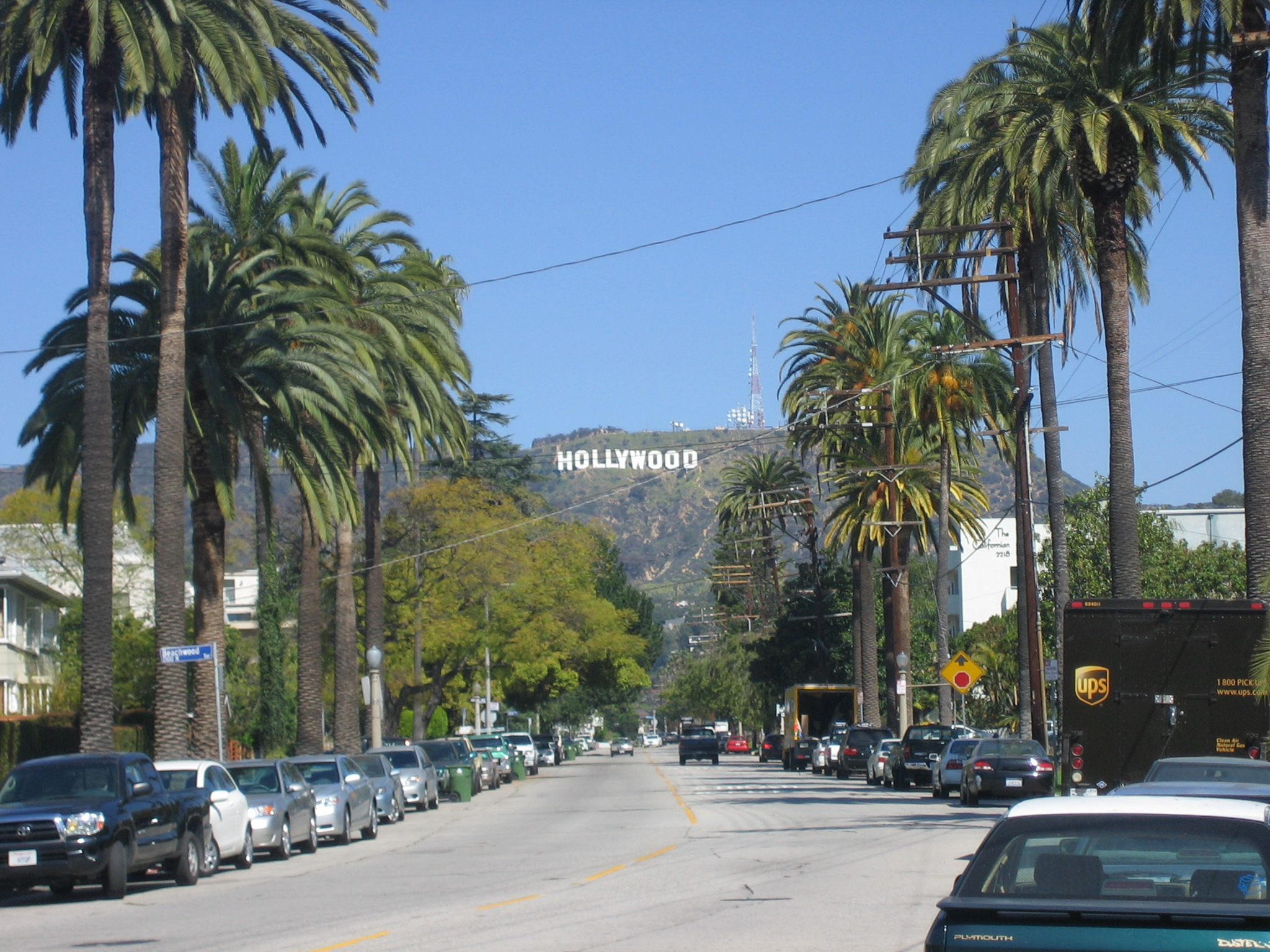
Hollywood Boulevard.

Con el desarrollo de la televisión se amplió el ámbito de la producción musical, dejando a lo largo del tiempo el eco de los temas musicales de numerosas series producidas en la ciudad.
La ciudad ha sido, asimismo, escenario y «protagonista» de numerosas películas que han trascendido en la historia del cine estadounidense. Como ejemplos pueden citarse: Sunset Boulevard (1950), Rebelde sin causa (1955), ¿Qué fue de Baby Jane? (1962), El Graduado (1967), Terremoto (1974), Chinatown (1974), American Gigolo (1980), The Terminator (1984), Blade Runner (1982), Beverly Hills Cop (1984), Lethal Weapon (1987), Colors (1988), Die Hard (1988), Pretty Woman (1990), Boyz n the Hood (1991), Reservoir Dogs (1992), Un día de furia (1993), Pulp Fiction (1994), Swingers, Training Day (2001), S.W.A.T (2003), (500) Days of Summer (2009) Collateral (2004), Get Smart (2008), 2012 (2009), San Andreas (2015) y La La Land (2016).
También ha aparecido en numerosas series de televisión como 24, NCIS: Los Ángeles, Mentes criminales, Californication y otras varias.

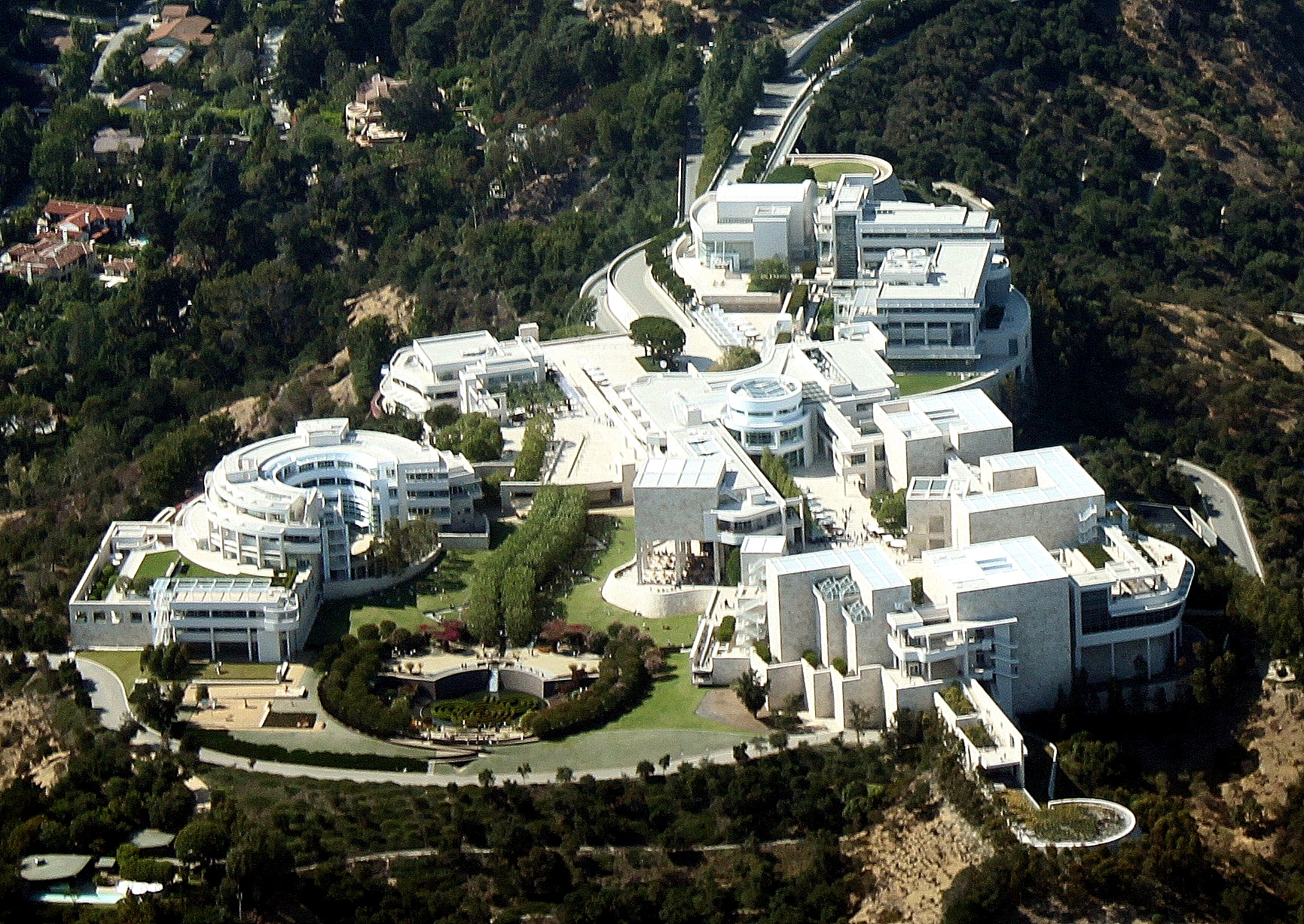
The Getty Museum.

Algunas de las más notables instituciones artísticas presentes en la ciudad incluyen el Museo de Arte del Condado de Los Ángeles (LACMA), Getty Center, el Museo Norton Simon y el Centro Simon Wiesenthal.
Existen además numerosas galerías de arte en el sector, especialmente en Hollywood y Santa Mónica. En consideración a las presentaciones artísticas, hay varios locales como el Centro de Música de Los Ángeles (que alberga al Dorothy Chandler Pavilion, sede de la Ópera de Los Ángeles; el Teatro Ahmanson, donde se representan varias producciones de Broadway; el Mark Taper Forum, y el Walt Disney Concert Hall), el Anfiteatro Ford, el Grauman's Chinese Theatre, el Hollywood Bowl, el Teatro Pantages, y la nueva sede de los Premios Óscar, el Dolby Theatre. En la ciudad se encuentra además el Centro de Convenciones de Los Ángeles, que alberga eventos como el Salón del Automóvil de Los Ángeles y la Electronic Entertainment Expo. Además, el museo de arte del condado se encuentra en el famoso parque Hancock, que también alberga las pozas de brea que dieron origen al Museo George C. Page, que es parte del Museo de Historia Natural del Condado de Los Ángeles.

### Medios de comunicación

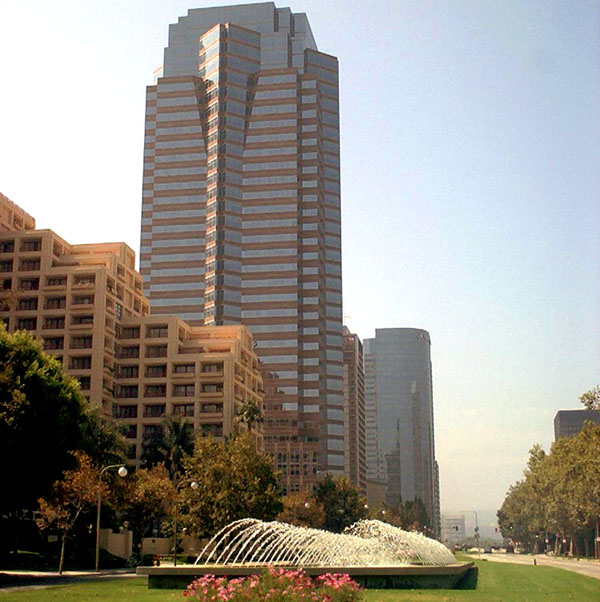
Fox Plaza, edificio de la 20th Century Fox en Century City, un barrio del oeste de Los Ángeles.

El principal diario de la zona es el Los Angeles Times. La Opinión, el periódico más importante en español de la ciudad es también el de mayor circulación en los Estados Unidos. Hay, además, una gran variedad de periódicos regionales y revistas como el Daily News (que se centra en cubrir hechos del Valle de San Fernando), L.A. Weekly, Los Angeles City Beat, la revista Los Angeles, Los Angeles Business Journal, Los Angeles Daily Journal, The Hollywood Reporter y la revista Variety. Además de las revistas y periódicos en inglés y español, hay muchos otros periódicos locales para las comunidades inmigrantes en sus lenguas respectivas (por ejemplo: en coreano, persa, ruso y japonés).

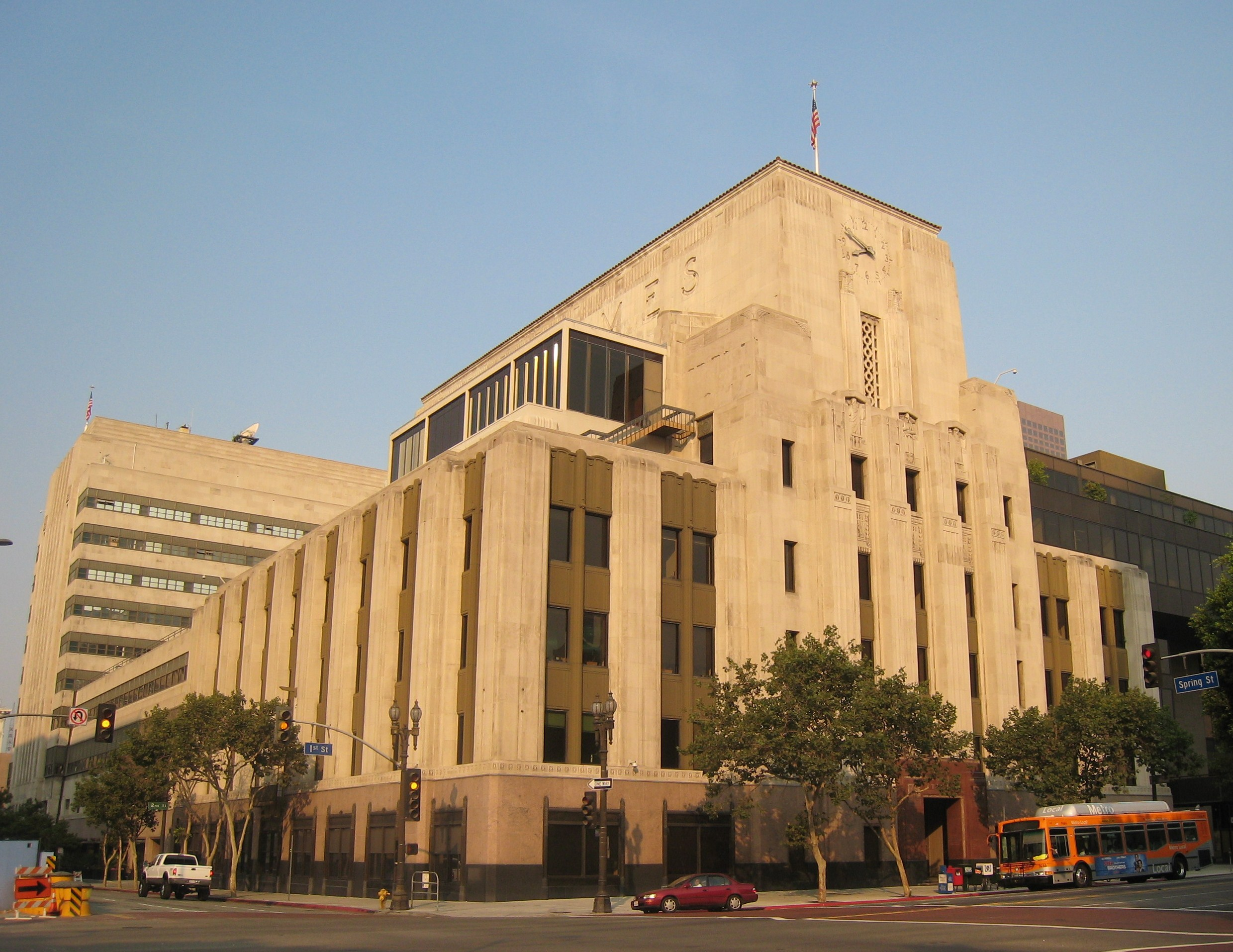
LA Times.

Muchas ciudades adyacentes también tienen sus propios periódicos, los cuales informan sobre hechos ocurridos en algunos barrios de LA; por ejemplo: The Daily Breeze (de South Bay) y The Long Beach Press-Telegram.
El área de Los Ángeles posee una gran variedad de emisoras de televisión locales.
Los Ángeles tiene una gran variedad de emisoras de televisión locales. Las mayores cadenas de televisión afiliadas incluyen KABC-TV 7 (ABC), KCBS 2 (CBS), KNBC-TV 4 (NBC), KTTV-TV 11 (FOX), KTLA-TV 5 (WB), KCOP-TV 13 (UPN), y KPXN-TV 30 (i). Hay, además, cuatro cadenas PBS en el área, KVCR-TV 24, KCET-TV 28, KOCE-TV 50, y KLCS-TV 58. Hay varias cadenas de televisión en idioma español, KMEX-TV 34 (Univisión), KFTR-TV 46 (Telefutura), KVEA-TV 52 (Telemundo) y KAZA-TV 54 (Azteca América).
En el área operan también numerosas emisoras de televisión independientes, incluyendo KCAL-TV 9 (propiedad de CBS Corporation), KSCI-TV 18 (centrada principalmente en programas de idiomas asiáticos), KWHY-TV 22 (programación en español), KNLA-LP 27 (programación en español), KSMV-LP 33, KPAL-LP 38, KXLA 44, KDOC 56 (deportes locales), KJLA 57 y KRCA 62 (programación en español).

### Religión
Según un estudio de 2014, realizado por el Pew Research Center, el cristianismo es la religión más practicada en Los Ángeles (65 %).Dentro del cristianismo, los católicos son los más numerosos (32 % de la población total de la ciudad), debido a la gran cantidad de residentes hispanos, filipinos e irlandeses que hay en la ciudad. La arquidiócesis de Los Ángeles es una de las mayores arquidiócesis del país. El cardenal Roger Micheal Mahony mandó construir la Catedral de Nuestra Señora de Los Ángeles, diseñada por el arquitecto español Rafael Moneo, la cual se completó en 2002 y está ubicada al norte de la ciudad.
En 2011, la costumbre, en otro tiempo común pero finalmente descontinuada, de realizar una procesión y misa en honor a Nuestra Señora de los Ángeles, en conmemoración de la fundación de la Ciudad de Los Ángeles en 1781, fue revivida por la Fundación Reina de los Ángeles y su fundador Mark Albert, con el apoyo de la arquidiócesis de Los Ángeles así como de varios líderes cívicos. La costumbre recientemente revivida es una continuación de las procesiones y misas originales que comenzaron en el primer aniversario de la fundación de Los Ángeles en 1782 y continuaron durante casi un siglo después.

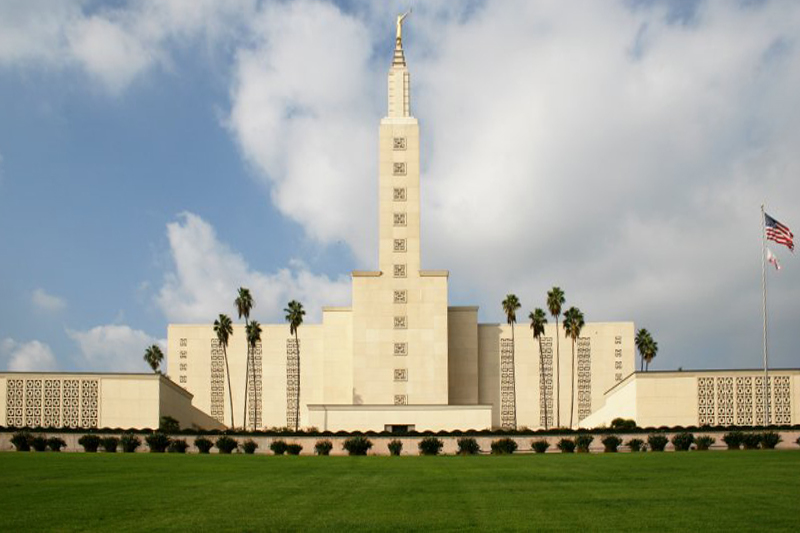
Construido en 1956, el Templo de Los Ángeles de la Iglesia de Jesucristo de los Santos de los Últimos Días es el segundo templo Santo de los Últimos Días más grande del mundo.

A los católicos les siguen en número los protestantes (30 %). Los Ángeles ha tenido una tradición protestante rica e influyente. El primer servicio protestante en Los Ángeles fue una reunión metodista celebrada en una casa privada en 1850 y la iglesia protestante más antigua que aún funciona, la Primera Iglesia Congregacional, fue fundada en 1867.
A principios de 1900, el Instituto Bíblico de Los Ángeles publicó los documentos fundacionales del movimiento fundamentalista cristiano y el Renacimiento de la calle Azusa lanzó el pentecostalismo. La Iglesia de la Comunidad Metropolitana también tuvo sus orígenes en el área de Los Ángeles. La ciudad puede ser nombrada además como el lugar de nacimiento del fundamentalismo cristiano. En 1909, el Instituto Bíblico de Los Ángeles (BIOLA., conocido hoy en día como Biola University) publicó y distribuyó unos libros llamados The Fundamentals (Los Fundamentos en inglés), que defendían la interpretación tradicional conservadora de la Biblia. El término fundamentalismo proviene de estos libros.
Las iglesias protestantes más importantes de la ciudad son la Primera Iglesia Presbiteriana de Hollywood, la Iglesia Presbiteriana de Bel Air, la Primera Iglesia Episcopal Metodista Africana de Los Ángeles, la Iglesia de Dios en Cristo del Oeste de Los Ángeles, la Segunda Iglesia Bautista, el Centro Cristiano Crenshaw, la Iglesia Cristiana McCarty Memorial y la Primera Iglesia Congregacional Iglesia.
El Templo de Los Ángeles, el segundo templo más grande de La Iglesia de Jesucristo de los Santos de los Últimos Días, está ubicado en Santa Mónica Boulevard, en el barrio Westwood de Los Ángeles. Finalizado en 1956, fue el primer templo mormón construido en California y el de mayor tamaño tras ser completado. Las instalaciones incluyen un centro de visitas abierto para el público, el Los Angeles Regional Family History Center, también abierto al público, y la sede de misioneros mormones de Los Ángeles.

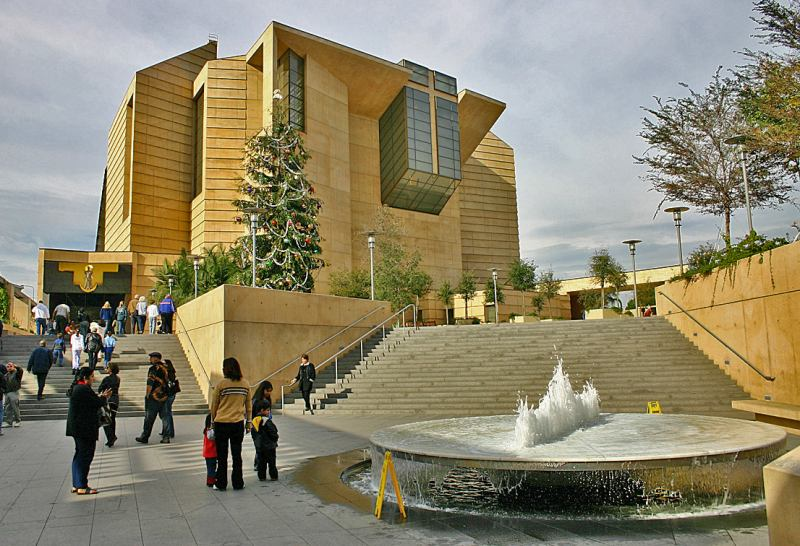
La Catedral de Nuestra Señora de Los Ángeles es la más importante dentro de la archidiócesis de Los Ángeles.

En la década de 1920, Aimee Semple McPherson estableció un próspero ministerio evangélico, cuando su Templo Angelus en Echo Park abrió las puertas a miembros, tanto blancos como negros, de la Iglesia Cuadrangular. Billy Graham se convirtió en una celebridad durante su campaña en Los Ángeles en 1949. La Iglesia Mundial de Dios de Herbert W. Armstrong solía tener su sede cerca de Pasadena, hoy (2007) está ubicada en Glendora. Hasta su muerte en 2005, el telepredicador Gene Scott vivió en el centro de la ciudad.
Con 621 000 judíos en el área metropolitana (490 000 en la ciudad), la región alberga la segunda población más grande en los Estados Unidos, después de la de Nueva York. Muchos de los judíos de Los Ángeles viven ahora en el lado oeste y en el Valle de San Fernando, aunque Boyle Heights tuvo una gran población judía antes de la Segunda Guerra Mundial debido a acuerdos de vivienda restrictivos. Los principales barrios judíos ortodoxos son parque Hancock, Pico-Robertson y Valley Village, mientras que los judíos israelíes están bien representados en los barrios de Encino y Tarzana, y los judíos persas en Beverly Hills. Muchas variedades de judaísmo están representadas en el área metropolitana de Los Ángeles, incluidas la reformista, la conservadora, la ortodoxa y la reconstruccionista. Breed Street Shul, ubicada al este de Los Ángeles y construida en 1923, fue la sinagoga más grande al oeste de Chicago en sus primeras décadas; sin embargo, ya no es considerada como un sitio sagrado y fue convertida en un museo.El Centro de Kabbalah también tiene presencia en la ciudad.

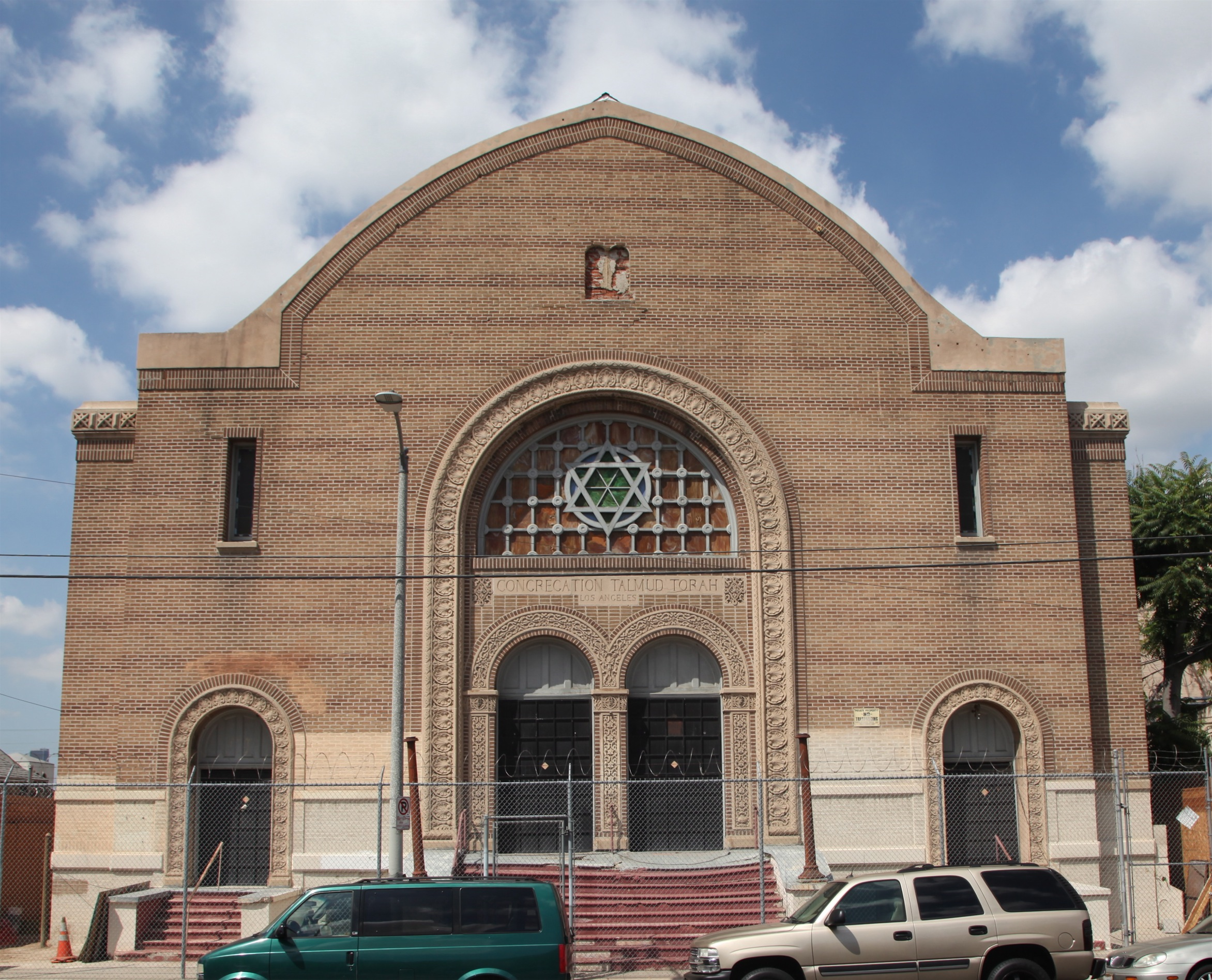
La sinagoga de la calle Breed.

Debido a la gran diversidad étnica que presentan los habitantes de Los Ángeles, existen numerosas organizaciones en la zona que representan una amplia variedad de otras creencias, como el islamismo, budismo, hinduismo, zoroastrismo, sijismo, fe bahaí, Iglesia ortodoxa y sufismo entre otras. Los inmigrantes de Asia, por ejemplo, han formado un número considerable de congregaciones budistas, haciendo que la ciudad albergue a la comunidad más variada de budistas del mundo. Los Ángeles posee la mayor población de budistas en Estados Unidos. Existen allí cerca de trescientos templos. La primera casa budista de joss se fundó en la ciudad en 1875.
El ateísmo y otras creencias seculares también son comunes, ya que la ciudad es la más grande del cinturón sin iglesias del oeste de EE. UU. Por otra parte, Los Ángeles ha sido el destino de swamis y gurús desde comienzos de 1900, incluyendo a Paramahansa Yogananda (1920). La Self-Realization Fellowship tiene su sede en Hollywood y un parque privado en Pacific Palisades. Maharishi Mahesh Yogi, considerado como un líder espiritual más que religioso, fundó el movimiento de meditación trascendental en Los Ángeles a fines de la década de 1950. En Los Ángeles viven, además, numerosos neopaganos, al igual que adherentes de otras religiones místicas. Un ala de la Teosofía tiene su sede en Los Ángeles, y la otra está ubicada en el barrio de Pasadena. La Cienciología tiene presencia en Los Ángeles desde el 18 de febrero de 1954, y posee varias iglesias y museos en la zona, siendo el más importante el Celebrity Centre de Hollywood.

## Deportes

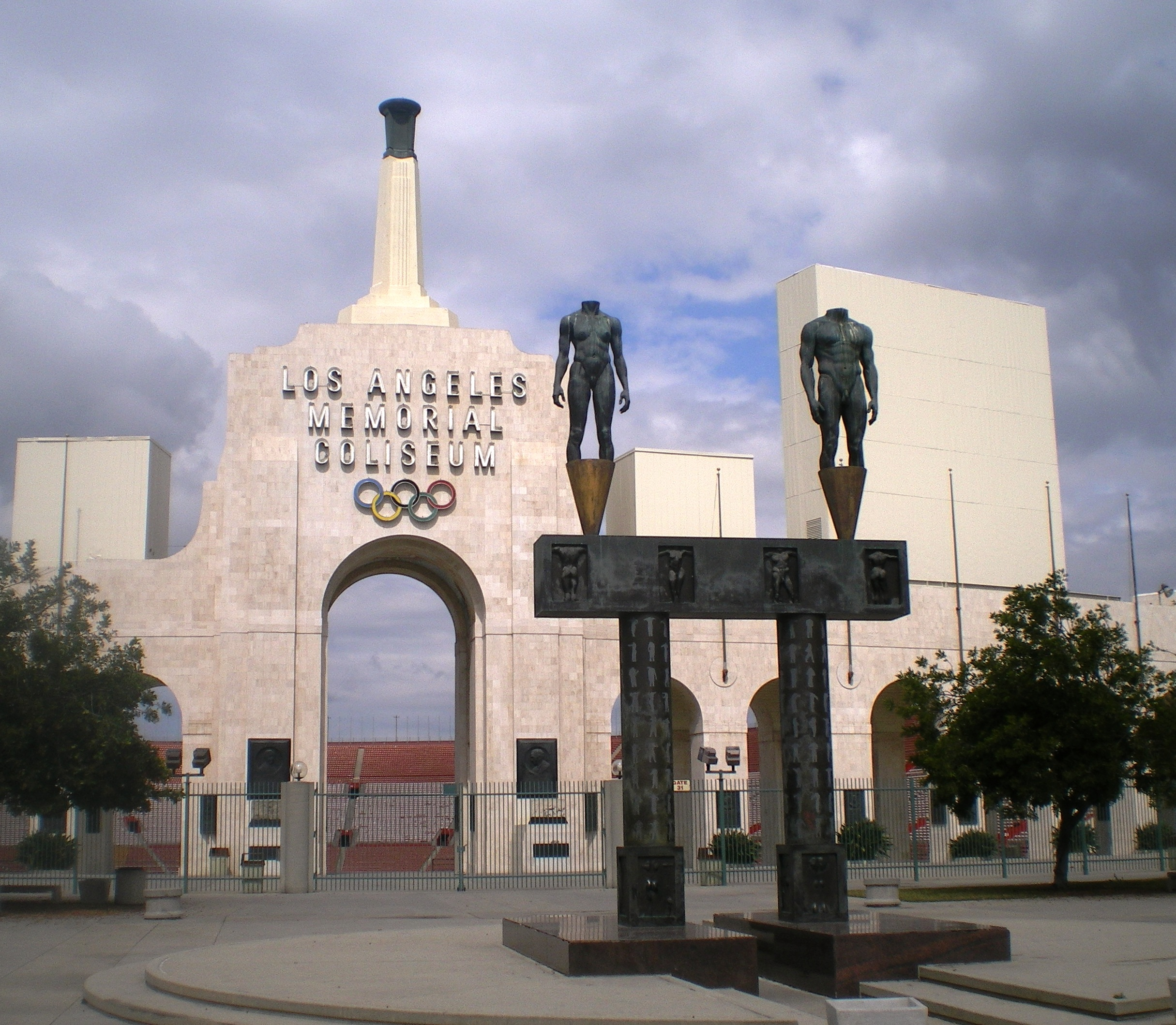
Los Angeles Memorial Coliseum.

Los Ángeles es la sede de Los Angeles Dodgers y de Los Angeles Angels de las Grandes Ligas de Béisbol; Los Angeles Rams y Los Angeles Chargers de la NFL; Los Angeles Kings de la Liga Nacional de Hockey; Los Angeles Clippers y Los Angeles Lakers de la National Basketball Association; Los Angeles Sparks de la WNBA; Los Angeles Galaxy (quien tiene su sede en Carson) y Los Ángeles FC de la Major League Soccer; Los Angeles Riptide de la Major League Lacrosse y Los Angeles Avengers de la Arena Football League.
Los Ángeles es además la sede de los USC Trojans y UCLA Bruins, equipos que participan en la Pacific Ten Conference de la División I de la NCAA. UCLA es la universidad con mayor número de campeonatos nacionales de la NCAA en los Estados Unidos. La Universidad del Sur de California es la tercera universidad en número de campeonatos. Los Angeles Angels y los Anaheim Ducks están en el mercado de Los Ángeles, ambos tienen sus sedes en Anaheim. Los Angeles D-Fenders de la NBA D-League, tienen su sede en Los Ángeles.
Durante mucho tiempo, el mercado de Los Ángeles disponía de dos equipos de la NFL, los Rams y los Raiders. Ambos dejaron la ciudad el mismo año (1995), los Rams se trasladaron a Anaheim antes de ir a San Luis y los Raiders a Oakland. En la temporada de 2016, los Rams regresaron a Los Ángeles; los Chargers de San Diego se trasladaron al estadio Stub-Hub Center y se renombraron Los Ángeles Chargers a partir de 2017. Los dos equipos juegan en el SoFi Stadium de Inglewood, junto al The Forum, ambos fueron inaugurados en 2020.

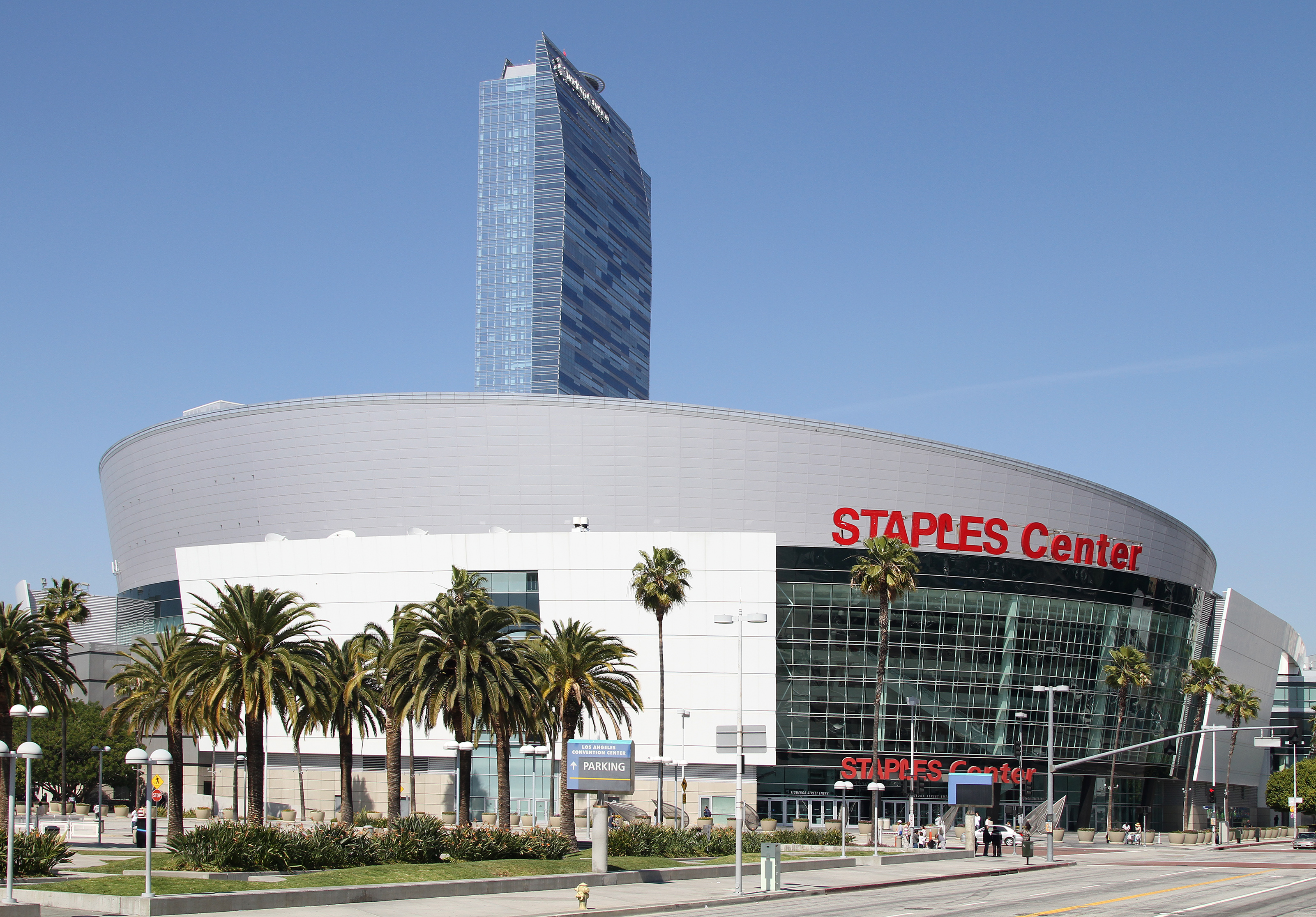
En el Staples Center juegan sus partidos dos equipos de baloncesto, Los Angeles Lakers y Los Angeles Clippers, y uno de hockey sobre hielo, Los Angeles Kings.

La ciudad ha sido anfitriona de los Juegos Olímpicos en dos ocasiones, en 1932 y 1984. Volverá a serlo en 2028, uniéndose a Londres y París como las únicas ciudades que han albergado tres veces esta cita. Cuando la décima edición de los Juegos Olímpicos se celebró en la ciudad, el nombre de la calle 10th Street se cambió a Olympic Blvd. Los Juegos Olímpicos de 1984 inspiraron la creación del Maratón de Los Ángeles, que desde 1986 se celebra anualmente en marzo.
Los Super Bowl I y VII fueron realizados en la ciudad. El común denominador de los eventos antes mencionados fue el escenario, el Memorial Coliseum, uno de los recintos deportivos de mayor capacidad en el país, así como uno de los pocos elevados a rango de Hito Histórico Nacional. También diversos partidos de la Copa Mundial de Fútbol de 1994 se realizaron en el área metropolitana de la ciudad, específicamente en el Rose Bowl de Pasadena.

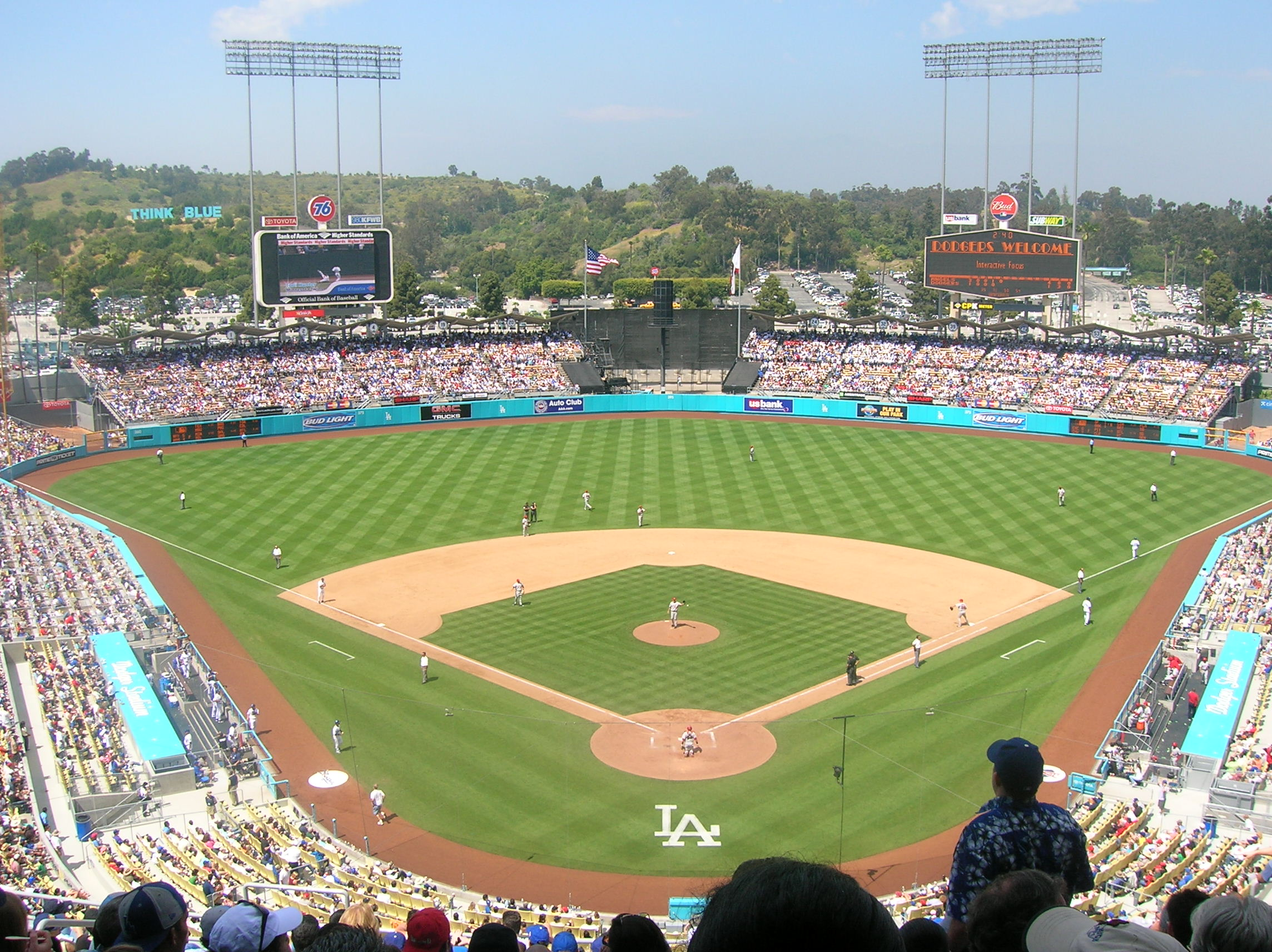
Dodger Stadium es el campo de Los Angeles Dodgers.

El vóley playa y el windsurf se inventaron en la zona (aunque sus predecesores fueron creados en cierta manera por Duke Kahanamoku en Hawái). Venice, también conocida como Dogtown, está reconocido como el lugar de nacimiento del skateboarding y donde el rollerblading alcanzó celebridad. Las playas son populares entre los surfistas y nadadores, quienes han creado su propia subcultura.
La urbe posee una topografía variada, destacando los cerros y montañas que rodean la ciudad. Miles de senderos atraviesan la ciudad y sus barrios, entregando oportunidades para el ejercicio y recreación mediante caminatas, ciclismo o equitación. A lo largo del condado se pueden encontrar diversos tipos de actividades, como esquí, escalada, ala delta y windsurf.
Alberga varios recintos deportivos, incluyendo el Staples Center, un complejo que ha servido para la realización de conciertos y entregas de premios como los Grammys. El Staples Center es además la sede de Los Angeles Lakers y Los Angeles Clippers de la NBA, Los Angeles Sparks de la WNBA, Los Angeles Kings de la NHL y los Avengers de la AFL.

## Economía

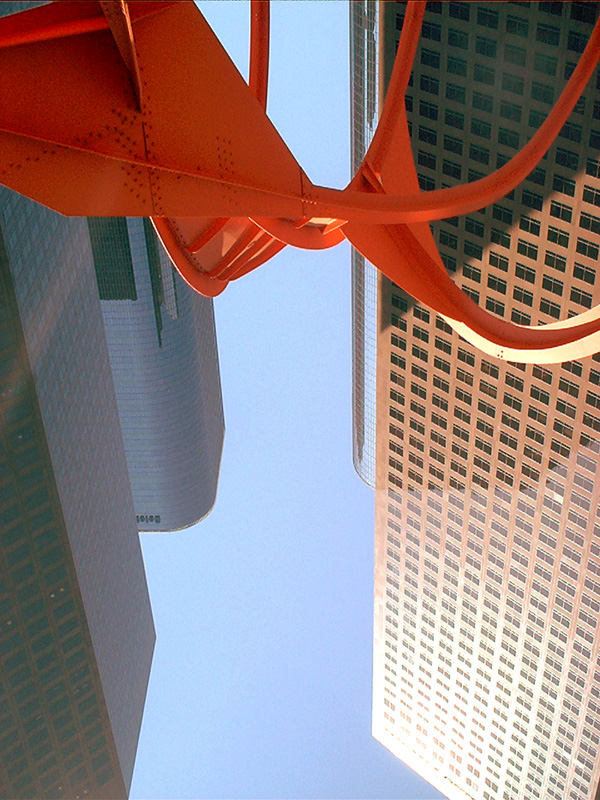
La parte norte del Centro de Los Ángeles posee varios edificios, plazas y jardines. Compañías como Citigroup, Wells Fargo, KPMG, US Bank, Bank of America y Deloitte Touche Tohmatsu entre otras, tienen oficinas allí.

La economía está impulsada por el comercio internacional, la industria del entretenimiento, (televisión, cine y la industria musical), la aeronáutica, el petróleo, la moda y el turismo. Los Ángeles es además el principal centro de manufactura en los Estados Unidos. Los puertos contiguos de Los Ángeles y Long Beach conforman el complejo portuario más significativo de Norteamérica y uno de los más importantes a nivel mundial; además, ambos son vitales para el comercio con países ubicados en la Cuenca del Pacífico. Otras industrias importantes dentro de la ciudad incluyen medios de comunicación, finanzas, telecomunicaciones, derecho, medicina y transporte.
Durante muchos años, hasta aproximadamente mediados de la década de 1990, la ciudad fue sede de varias instituciones financieras del oeste de Estados Unidos, incluyendo el First Interstate Bank, que se unió con Wells Fargo en 1996; el Great Western Bank, fusionado con Washington Mutual en 1998; y el Security Pacific National Bank, que se unió con Bank of America en 1992.

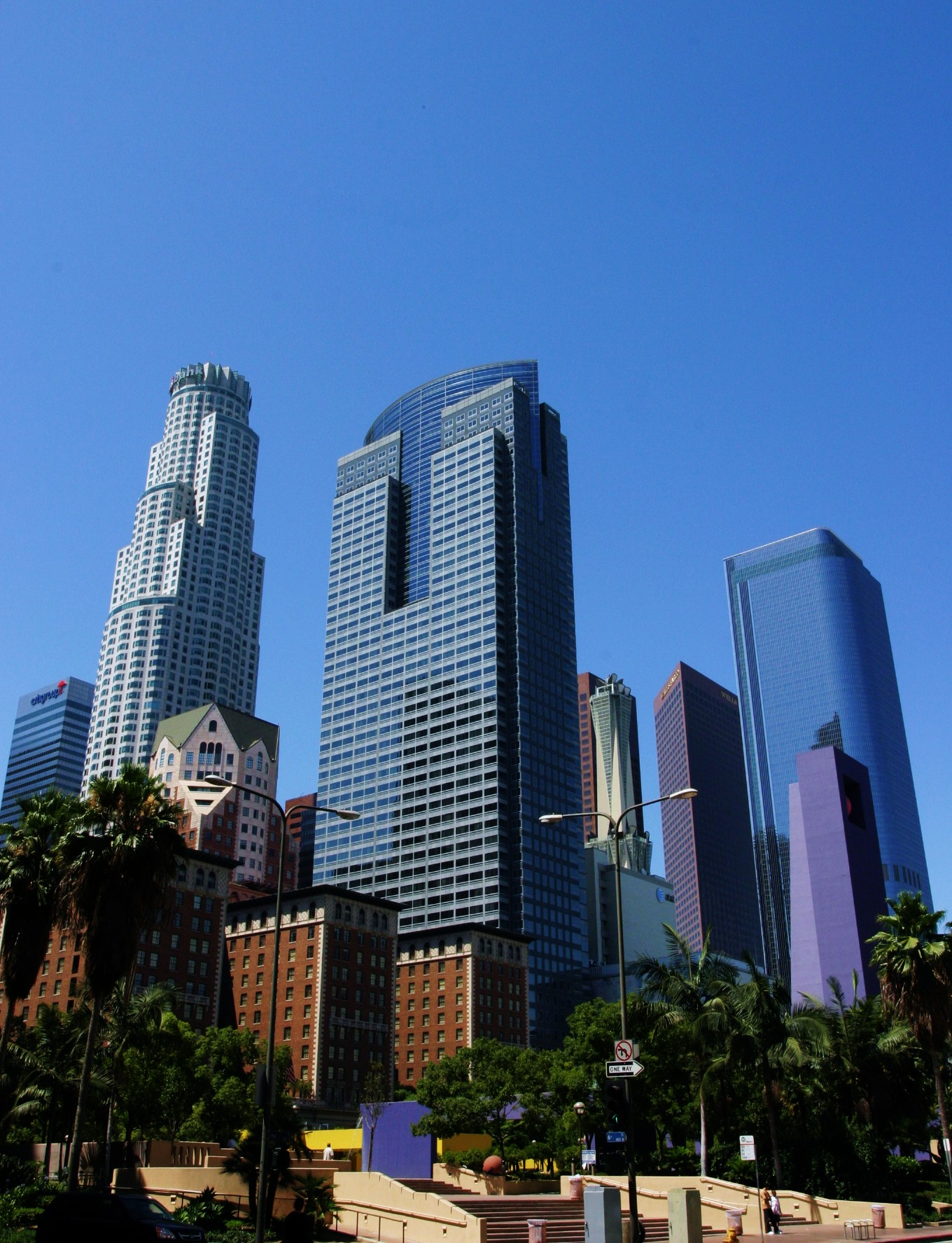
Compañías US Bancorp, Ernst & Young, Aon, Bank of America, PwC, y Deloitte.

La ciudad es sede de cinco compañías categorizadas por el índice de ingresos Fortune 500, incluyendo la industria aeronáutica Northrop Grumman, la compañía de energía Occidental Petroleum, la proveedora de asistencia sanitaria Health Net, la compañía inmobiliaria KB Home y la distribuidora de metales Reliance Steel & Aluminum. La Universidad del Sur de California (USC) es la mayor empresa contratista privada de la ciudad.
Otras compañías importantes ubicadas aquí incluyen a Ubisoft Film & Television, 20th Century Fox, Latham & Watkins, Univisión, Metro Interactive, LLC, Premier America, CB Richard Ellis, Gibson, Dunn & Crutcher LLP, Guess?, O'Melveny & Myers LLP, Paul, Hastings, Janofsky & Walker LLP, TOKYOPOP, The Jim Henson Company, Paramount Pictures, Robinsons-May, Sunkist, Fox Sports Net, Capital Group, 21st century Insurance, L.E.K. Consulting, y The Coffee Bean & Tea Leaf.
La ciudad cobra elevados impuestos a las empresas, acorde a los ingresos de estas, mientras que las ciudades ubicadas en la zona circundante tienen una cuota menor. Como resultado algunas compañías prefieren estar ubicadas en ciudades cercanas. Algunos ejemplos son Shakey's Pizza (Alhambra), Academia de las Artes y las Ciencias Cinematográficas de Hollywood (Beverly Hills), City National Bank (Beverly Hills), Hilton Hotels (Beverly Hills), DiC Entertainment (Burbank), The Walt Disney Company (Burbank), Warner Bros. (Burbank), Countrywide Financial Corporation (Fortune 500, Calabasas), THQ (Calabasas), Belkin (Compton), Sony Pictures Entertainment (dueño de Columbia Pictures, ubicado en Culver City), Computer Sciences Corporation (Fortune 500, El Segundo), DirecTV (El Segundo), Mattel (Fortune 500, El Segundo), Unocal (Fortune 500, El Segundo), DreamWorks SKG (Universal City), Sea Launch (Long Beach), ICANN (Marina Del Rey), Cunard Line (Santa Clarita), Princess Cruises (Santa Clarita) y RAND (Santa Mónica). El área de Los Ángeles es además sede de casi todas las compañías asiáticas fabricantes de automóviles.

### Personas sin hogar
En enero de 2020 había 41 290 personas sin techo, lo cual representaba aproximadamente el 62 % de la población sin hogar del condado de Los Ángeles.Esto constituye un aumento del 14.2 % con respecto al año anterior (con un aumento del 12.7 % en la población general de personas sin techo del condado de Los Ángeles). El epicentro de la falta de vivienda en Los Ángeles es el barrio de Skid Row, en donde hay ocho mil personas sin techo, una de las mayores poblaciones estables de personas sin hogar de los Estados Unidos. El aumento de los alquileres y la falta de leyes que protejan a los inquilinos de los propietarios son factores importantes en el aumento de las personas sin techo,así como también el abuso de sustancias. Casi el 60 % de las 82 955 personas que se quedaron sin hogar en 2019 dijeron que su falta de vivienda se debía a dificultades económicas. En Los Ángeles, los negros tienen aproximadamente cuatro veces más probabilidades de quedarse sin casa.

## Demografía
| Población de Los Ángeles por año | Población de Los Ángeles por año |
| -------------------------------- | -------------------------------- |
| 1781                             | 44                               |
| 1790                             | 131                              |
| 1800                             | 315                              |
| 1810                             | 365                              |
| 1820                             | 650                              |
| 1830                             | 1300                             |
| 1840                             | 2240                             |
| 1850                             | 1610                             |
| 1860                             | 4385                             |
| 1870                             | 5730                             |
| 1880                             | 11 200                           |
| 1890                             | 50 395                           |
| 1900                             | 102 479                          |
| 1910                             | 319 198                          |
| 1920                             | 576 673                          |
| 1930                             | 1 238 048                        |
| 1940                             | 1 504 277                        |
| 1950                             | 1 970 358                        |
| 1960                             | 2 479 015                        |
| 1970                             | 2 816 061                        |
| 1980                             | 2 966 850                        |
| 1990                             | 3 485 398                        |
| 2000                             | 3 694 820                        |
| 2010                             | 3 792 621                        |
| 2020                             | 3 983 540                        |

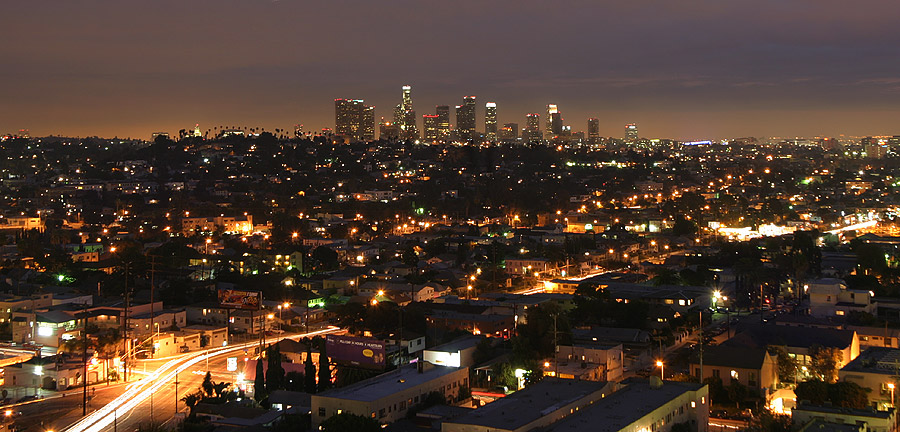
El Centro de Los Ángeles de noche.

Según el censo del año 2010, había 3 792 621 personas, 1 318 168 hogares y 807 326 familias en la ciudad. La densidad de población era de 2938.6 hab./km².
La configuración racial de la ciudad fue de 49.8 % blancos (y 28.7 % blancos de origen no latino), 9.6 % afroamericanos, 0.7 % amerindios, 11.3 % asiáticos, 0.1 % isleños del Pacífico, 23.8 % otras razas, y 4.6 % de dos o más razas. El 48.5 % de la población estaba conformado por hispanos o latinos de cualquier raza. El 42.2 % de la población habla inglés, 41.7 % español, 2.4 % coreano, 2.3 % tagalo, 1.7 % armenio, 1.5% chino (incluyendo cantonés y mandarín) y el 1.3 % persa como su lengua materna.
Según el censo, había 1 275 412 hogares en los cuales el 33.5 % tenía niños bajo los 18 años, el 41.9 % eran conformados por parejas casadas, 14.5 % tenía a una mujer como sostenedor, sin un marido presente, y el 37.4 % no eran familias. El 28.5 % de los hogares estaba compuesto por un único individuo, y el 7.4 % pertenecía a alguien mayor de 65 años viviendo solo. El tamaño promedio de los hogares era de 2.83 y el de las familias 3.56.
La distribución de edad era: 26.6 % bajo 18 años, 11.1 % entre 18 y 24, 34.1 % desde 25 a 44, 18.6 % entre 45 y 64, y 9.7 % 65 o más. La edad media era 32 años. Por cada 100 mujeres había 99.4 hombres. Por cada 100 mujeres con más de 18 años había 97.5 hombres.
El ingreso medio de un hogar era de 36 687 USD, y para una familia de 39 942 USD. Los hombres tenían un ingreso medio de 31 880 USD, y las mujeres de 30 197. La renta per cápita fue de 20 671 USD. El 22.1 % de la población y el 18.3 % de las familias estaba bajo la línea de la pobreza. El 30.3 % de los menores de 18 años y el 12.6 % de los mayores de 65 también se encontraban bajo la línea de la pobreza.
Entre los años 1920 y 1960, muchos afroamericanos del sureste de Estados Unidos se trasladaron a Los Ángeles; como resultado, su población aumentó cinco veces. Desde 1990, los afroamericanos de la ciudad se asentaron en las afueras, principalmente en Antelope Valley e Inland Empire. Los latinos residentes se trasladaron al barrio Sur de Los Ángeles, el cual había sido habitado anteriormente por afroamericanos. Los afroamericanos aún son mayoría en algunas partes de la ciudad, entre ellas Hyde Park, Crenshaw, Leimert Park y Baldwin Hills.

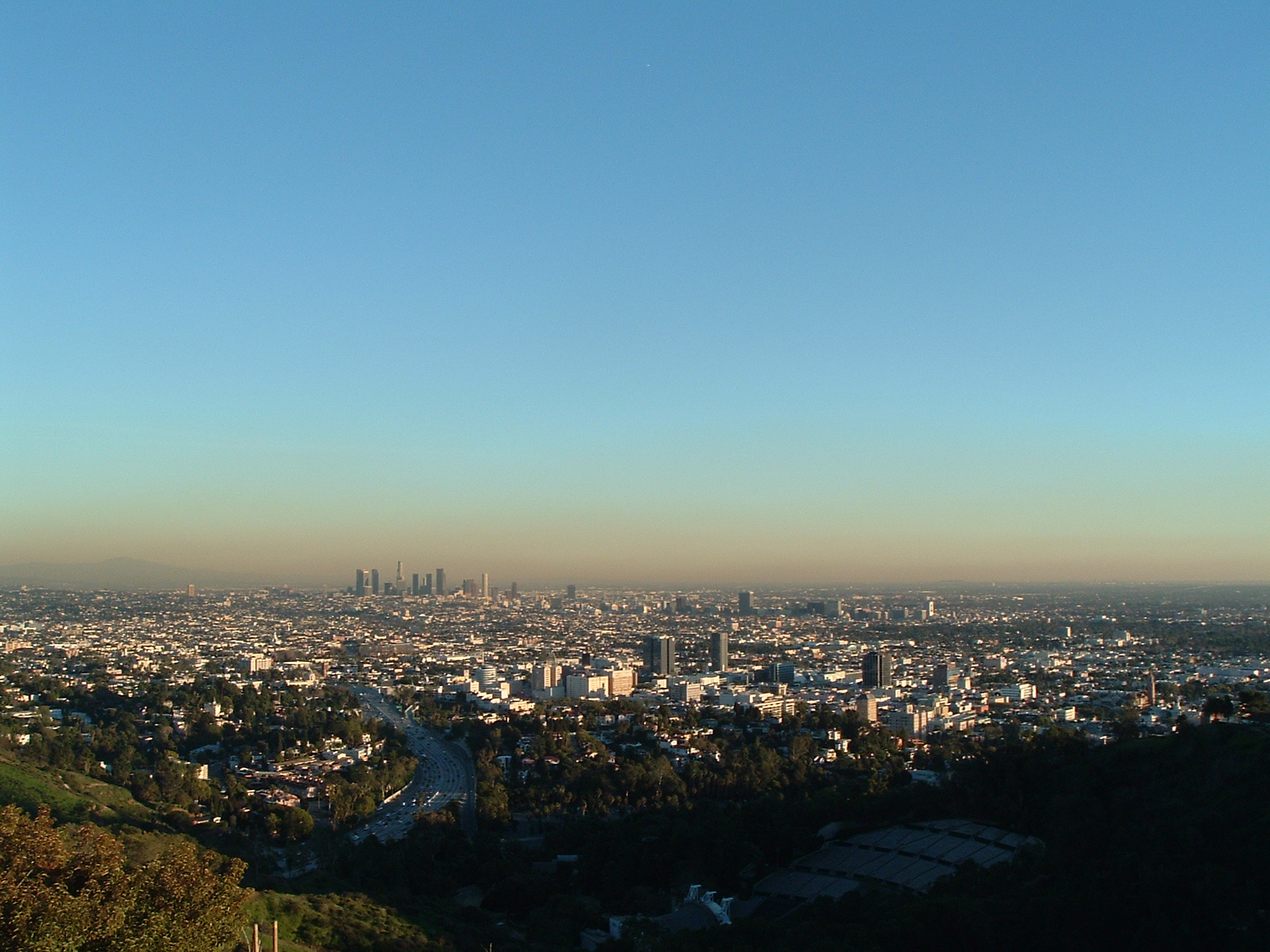
Hoy Los Ángeles posee una población cercana a los cuatro millones de habitantes, lo que la convierte en la segunda ciudad más poblada del país.

De 2 182 114 estadounidenses, 1 485 576 nacieron en California, 663 746 en un estado diferente y 61 792 en algún otro territorio de Estados Unidos (Puerto Rico, Guam, Islas Vírgenes de los Estados Unidos o Islas Marianas del Norte).
De 1 512 720 de extranjeros, 100 252 nacieron en Europa, 376 767 en Asia, 64 730 en África, 94 104 en el Caribe/Oceanía, 996 996 en América Latina y 13 859 en Canadá. De estos extranjeros, 569 771 llegaron entre 1990 y marzo de 2000. 509 841 son ciudadanos nacionalizados y 1 002 879 no lo son. El Aeropuerto Internacional de Los Ángeles (LAX) es el principal punto de llegada de inmigrantes al país.
Una de las singularidades demográficas de Los Ángeles es la de ser la segunda ciudad con mayor población mexicana del mundo, solo por debajo de la capital mexicana (Ciudad de México). Los 1.7 millones de mexicanos que habitaban la ciudad en 2011 superan los totales de Guadalajara y Monterrey en el país vecino.
| Gráfica de evolución demográfica de Los Ángeles entre 1781 y 2020 |
|                                                                   |

La ciudad posee el mayor número de habitantes asiáticos en el país. En Los Ángeles viven grandes poblaciones de camboyanos, iraníes, armenios, beliceños, búlgaros, etíopes, filipinos, guatemaltecos, húngaros, coreanos, israelíes, mexicanos, salvadoreños, tailandeses e isleños del Pacífico como los samoanos. La ciudad también concentra la mayor población de japoneses de Estados Unidos y una de las mayores de amerindios del país. Su área metropolitana alberga una de las mayores poblaciones de judíos (calculada en 621 000) de Estados Unidos, después de Nueva York. Asimismo, la ciudad posee la segunda población más numerosa de nicaragüenses del país tras Miami. Experimentó una pequeña inmigración de europeos a principios del siglo XX, por lo que posee un importante número de descendientes de británicos, alemanes, griegos, irlandeses, italianos, franceses, rumanos, romaníes, neerlandeses, polacos, belgas, escandinavos, portugueses, serbios, españoles, libaneses, croatas, rusos y ucranianos.
Los Ángeles alberga a gente de aproximadamente 140 países y 224 idiomas diferentes. Su carácter políglota se ve reflejado en enclaves étnicos como Chinatown, Historic Filipinotown, Koreatown, Little Armenia, Little Ethiopia, Little Persia, Little India, Little Tokyo y Thai Town.

### Raza y etnia
| Composición racial y étnica          | 1940   | 1970   | 1990   | 2010   | 2020   |
| ------------------------------------ | ------ | ------ | ------ | ------ | ------ |
| Hispano o latino (de cualquier raza) | 7.1 %  | 17.1 % | 39.9 % | 48.5 % | 46.9 % |
| Blancos no hispanos                  | 86.3 % | 61.1 % | 37.3 % | 28.7 % | 28.9 % |
| Asiáticos                            | 2.2 %  | 3.6 %  | 9.8 %  | 11.1 % | 11.7 % |
| Negros                               | 4.2 %  | 17.9 % | 14.0 % | 9.2 %  | 8.3 %  |
| Otro                                 | N/A    | N/A    | 0.1 %  | 0.3 %  | 0.7 %  |
| Multiracial                          | N/A    | N/A    | N/A    | 2.0 %  | 3.3 %  |

## Gobierno

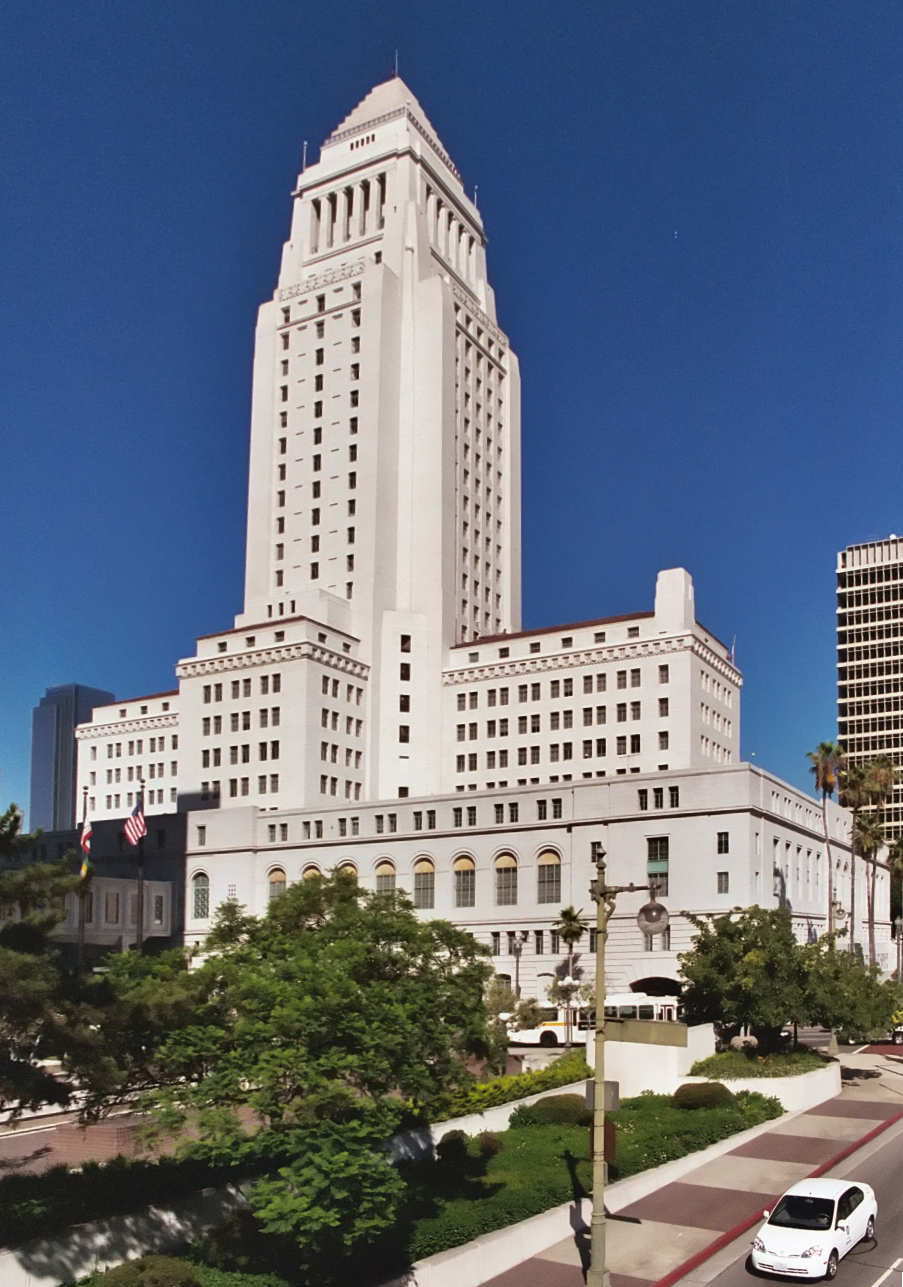
Ayuntamiento de Los Ángeles.

La ciudad está gobernada mediante un sistema de ayuntamiento-alcalde. La actual alcaldesa es la demócrata Karen Bass. Existen 15 distritos de consejos municipales.
El Departamento de Policía de Los Ángeles (LAPD) patrulla la ciudad, pero además de esto, la ciudad posee tres agencias especializadas de policía: el Ministerio de Seguridad Pública (que es responsable de la seguridad en algunos establecimientos como el ayuntamiento, parques, bibliotecas, zoológico, entre otros), la Policía Portuaria (a cargo del área costera de Los Ángeles) y la Policía de Aeropuerto (que vigila los aeropuertos de la ciudad, incluyendo el Aeropuerto Internacional de Los Ángeles (LAX), el Aeropuerto Internacional de Ontario (ONT), el Aeropuerto Regional LA/Palmdale (PMD) y el Aeropuerto Van Nuys (VNY).
El Departamento del Sheriff del Condado de Los Ángeles (Los Angeles County Sheriff's Department) patrulla todas las áreas no incorporadas al condado de Los Ángeles y algunas ciudades que no tienen departamentos de policía, incluyendo Calabasas, Temple City, West Hollywood y Compton.

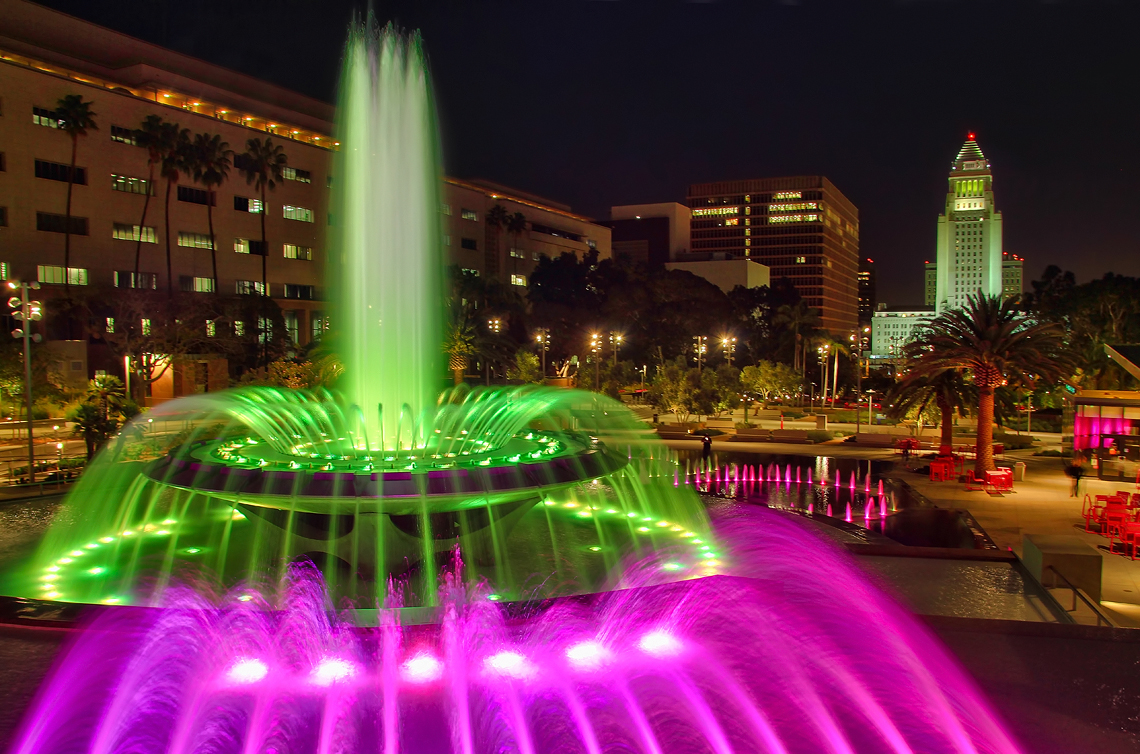
Fuente Arthur J. Will Memorial y el parque central Los Angeles City Hall.

El LAPD, la Biblioteca Pública de Los Ángeles y el Ministerio de Educación Unificado de Los Ángeles (Los Angeles Unified School District o LAUSD) son las entidades más grandes de la zona. LAUSD es uno de los mayores ministerios de educación en Estados Unidos; siendo superado solamente por el Departamento de Educación de la Ciudad de Nueva York. El Departamento de Agua y Energía de Los Ángeles proporciona su servicio a los residentes de la ciudad y empresas.
El gobierno de la ciudad ha sido criticado como ineficiente e inefectivo por los residentes de algunas áreas, lo que originó un infructuoso movimiento de secesión por parte del Valle de San Fernando y Hollywood en 2002. La campaña en contra de la secesión fue liderada por el exalcalde James Hahn. Una de las principales quejas tiene que ver con la prioridad que se le da a los barrios de gran densidad, como el centro de la ciudad, dejando de lado a las áreas poco pobladas.
Para hacer el gobierno más cercano y responder a las peticiones de los ciudadanos, el ayuntamiento de la ciudad promovió la formación de ayuntamientos de barrio. Estos ayuntamientos asesores fueron propuestos por Joel Wachs en 1996 y se incorporaron con la reforma de 1999. Se han creado más de 90 ayuntamientos de barrio y todos los funcionarios de un distrito deben votar para elegir a los miembros.

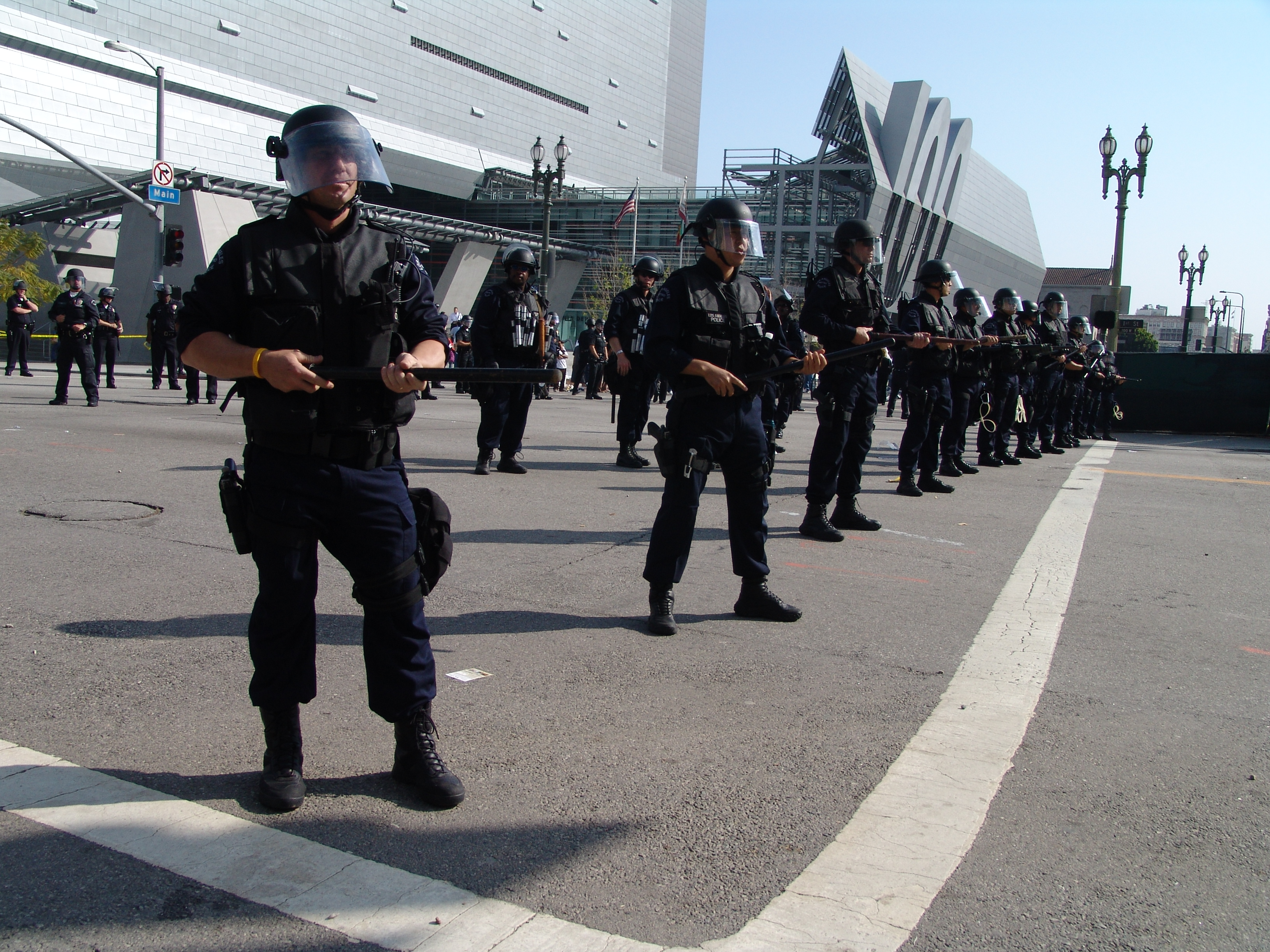
Efectivos del Departamento de Policía de Los Ángeles durante el Día Internacional de los Trabajadores de 2006 frente a la sede de Caltrans.

### Sistema legal
La Corte Superior del Condado de Los Ángeles tiene jurisdicción sobre todos los casos que se incluyan en la ley del estado, mientras que la Corte de Distrito Federal de California atiende todos los casos federales. Ambas están situadas en un grupo de edificios del gobierno en el centro cívico de la ciudad.
A diferencia de la ciudad más grande de los Estados Unidos, Nueva York, toda la ciudad de Los Ángeles y la mayoría de los suburbios importantes están situados en un solo condado. De esta manera, el Tribunal Superior del Condado y el Tribunal de Distrito Federal son, respectivamente, los tribunales más atareados de su clase en toda la nación.

### Crimen y seguridad
En 1992, la ciudad de Los Ángeles registró 1092 asesinatos. Los Ángeles experimentó una disminución significativa de la criminalidad en las décadas de 1990 y del 2000, y alcanzó un mínimo de cincuenta años en 2009 con 314 homicidios. Esto constituye una tasa de 7.85 por cada cien mil habitantes, una disminución importante desde 1980, cuando se informó de una tasa de homicidios de 34.2 por cada cien mil. Los Ángeles en el año 2013 totalizó 251 asesinatos, una disminución del 16 % respecto al año anterior. La policía especula que la caída se debía a una serie de factores, incluido el hecho de que los jóvenes pasaban más tiempo conectados a Internet. En 2021, los asesinatos aumentaron al nivel más alto desde 2008 y fueron 348.
En 2015, se reveló que la policía de Los Ángeles había estado subestimando los delitos durante ocho años, lo que hacía que la tasa de criminalidad en la ciudad pareciera mucho más baja de lo que realmente era.
La familia criminal Dragna y Mickey Cohen dominaron el crimen organizado en la ciudad durante la era de la Ley seca en los Estados Unidos y alcanzaron su punto máximo durante las décadas de 1940 y 1950 con la «Batalla de Sunset Strip» como parte del historial de la mafia estadounidense, pero ha disminuido gradualmente desde entonces con el surgimiento de varias pandillas de afroamericanos e hispanos a finales de los años 1960 y principios de los años 1970.
Muchas películas y canciones inspiradas en Los Ángeles la muestran como territorio de gángsters y criminales. Según un informe realizado por el National Drug Intelligence Center en 2001, el Condado de Los Ángeles alberga a 152 000 personas organizadas en 1350 pandillas. El Departamento de Policía de Los Ángeles da una cifra de 45 000 pandilleros, organizados en 450 pandillas. Entre las pandillas más conocidas se encuentran los Crips y los Bloods, ambas pandillas callejeras afroamericanas que se originaron en la región del sur de Los Ángeles. Las pandillas callejeras latinas como los Sureños, una pandilla callejera mexicano-estadounidense, y la Mara Salvatrucha, que tiene principalmente miembros de ascendencia salvadoreña, así como otros descendientes centroamericanos, todas se originaron en Los Ángeles. Esto ha llevado a que se haga referencia a la ciudad como la «Capital de las pandillas de América».
Antonio Villaraigosa, alcalde de Los Ángeles entre 2005 y 2013, fue miembro de la Mayors Against Illegal Guns Coalition, una organización creada en 2006 y presidida por Michael Bloomberg y Thomas Menino, alcaldes de Nueva York y Boston, respectivamente.

## Educación

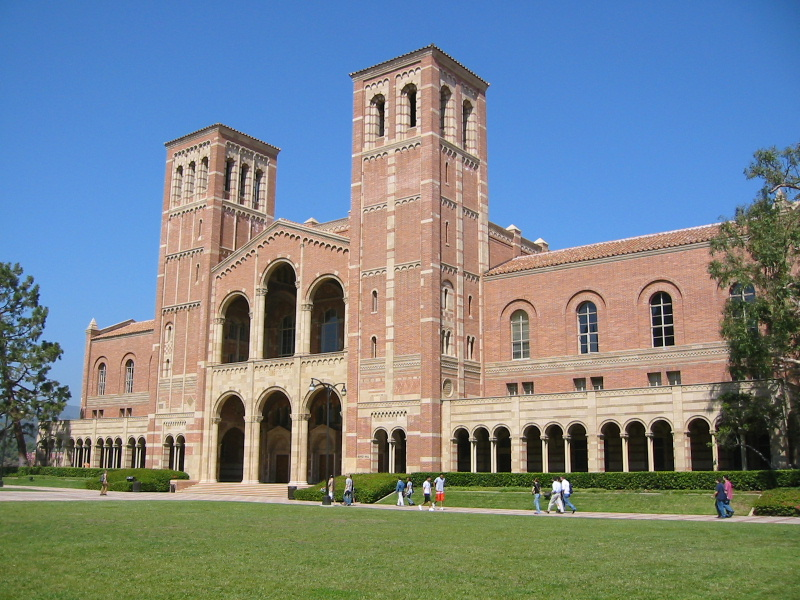
Universidad de California en Los Ángeles.

### Institutos y universidades

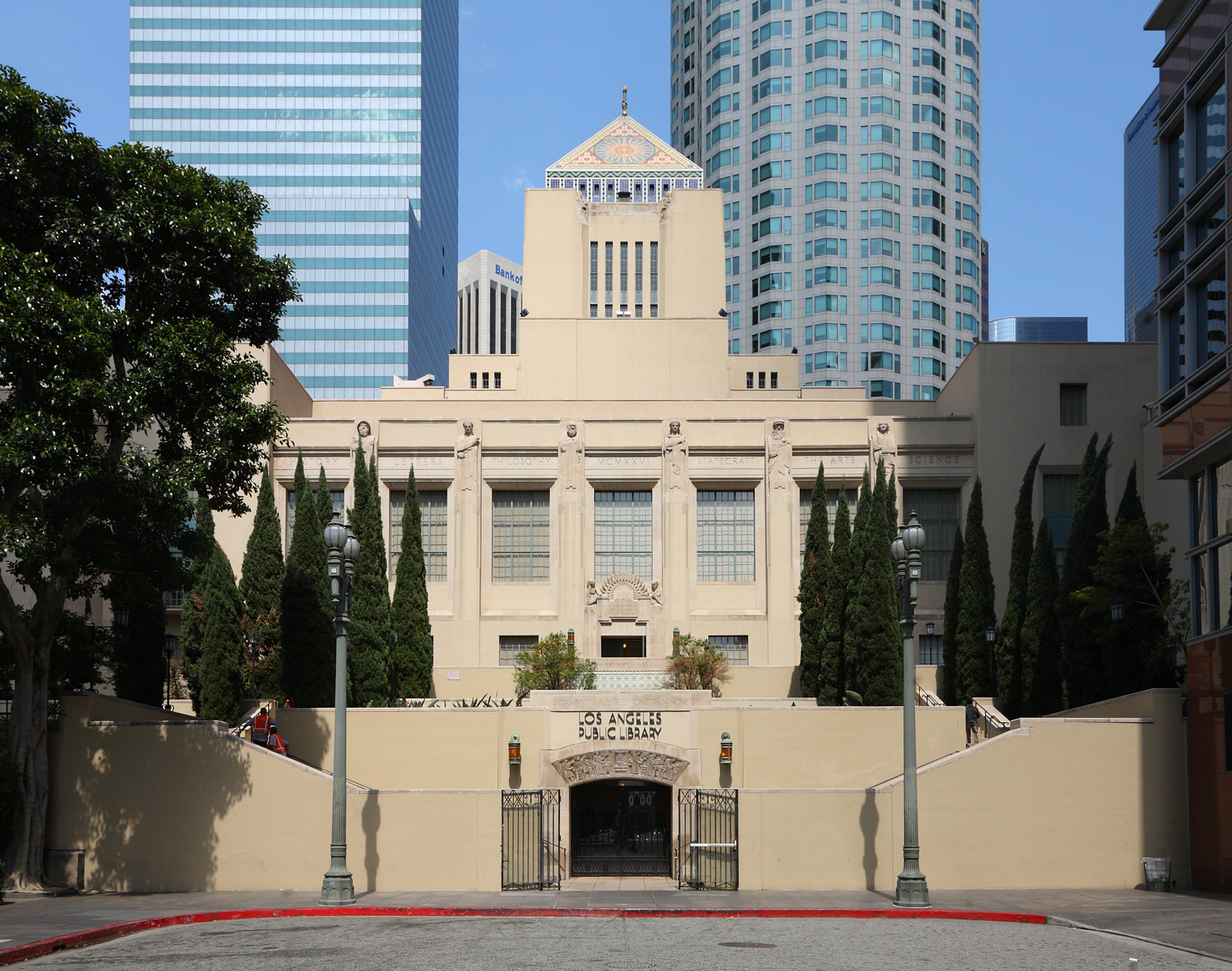
La Biblioteca Central de la Biblioteca Pública de Los Ángeles.

Existen tres universidades públicas dentro de los límites de la ciudad: Universidad de California, Los Ángeles (UCLA), California State University, Northridge (CSUN) y Universidad Estatal de California, Los Ángeles (CSULA).
Las universidades de la ciudad incluyen la Universidad del Sur de California (USC), un campus de la Universidad Antioch, Loyola Marymount University (LMU), Mount St. Mary's College, Occidental College («Oxy»), Art Center College of Design, Otis College of Art and Design (Otis), campus de la American InterContinental University, Alliant International University, Southwestern University School of Law, AFI Conservatory, Charles R. Drew University, Southern California Institute of Architecture (SCI-Arc), campus del Fashion Institute of Design & Merchandising (FIDM), Los Angeles Film School y Woodbury University.

### Escuelas y bibliotecas
El Ministerio de Educación Unificado de Los Ángeles (LAUSD) ofrece sus servicios a la ciudad, igual como a las comunidades aledañas, con una población de ochocientos mil estudiantes. Tras la aprobación de la Propuesta 13 en 1978, los distritos escolares tuvieron dificultades al momento de fundar establecimientos. LAUSD es conocido por su financiamiento insuficiente, sus campus superpoblados y su bajo nivel de mantenimiento; sin embargo, sus 162 magnet schools ayudan a competir con los establecimientos privados. El Los Angeles County Office of Education coordina el Los Angeles County High School for the Arts. El sistema de la Biblioteca Pública de Los Ángeles dirige 72 bibliotecas en la ciudad.

## Transporte

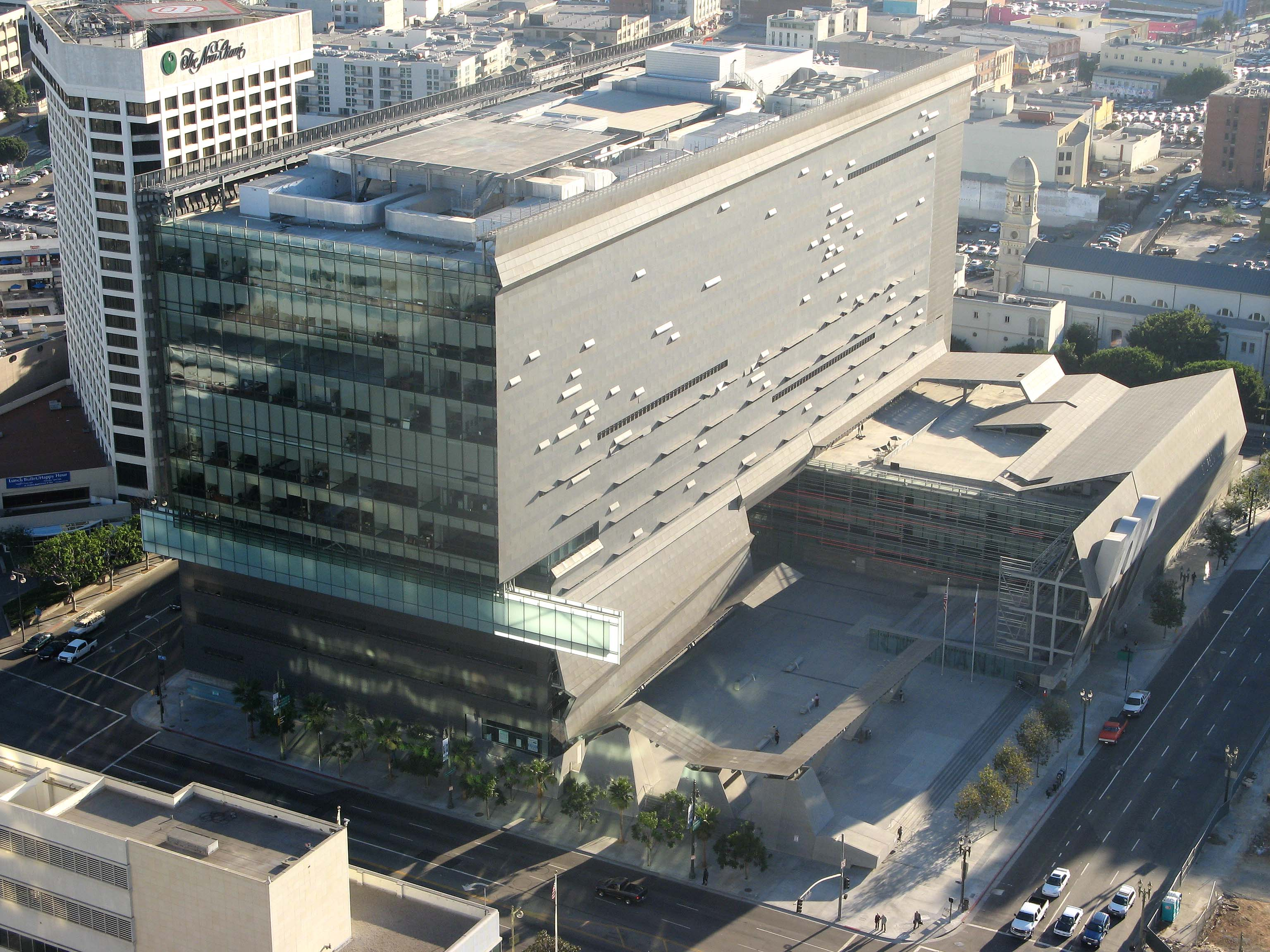
Caltrans distrito 7, edificio de Thom Mayne (2004).

Los Ángeles tiene uno de los sistemas más grandes de autopistas en el mundo, por el cual transitan millones de usuarios diariamente, recorriendo 160 millones de km. La ciudad posee además un gran número de automóviles (1 por cada 1.8 habitantes).

### Ferroviario

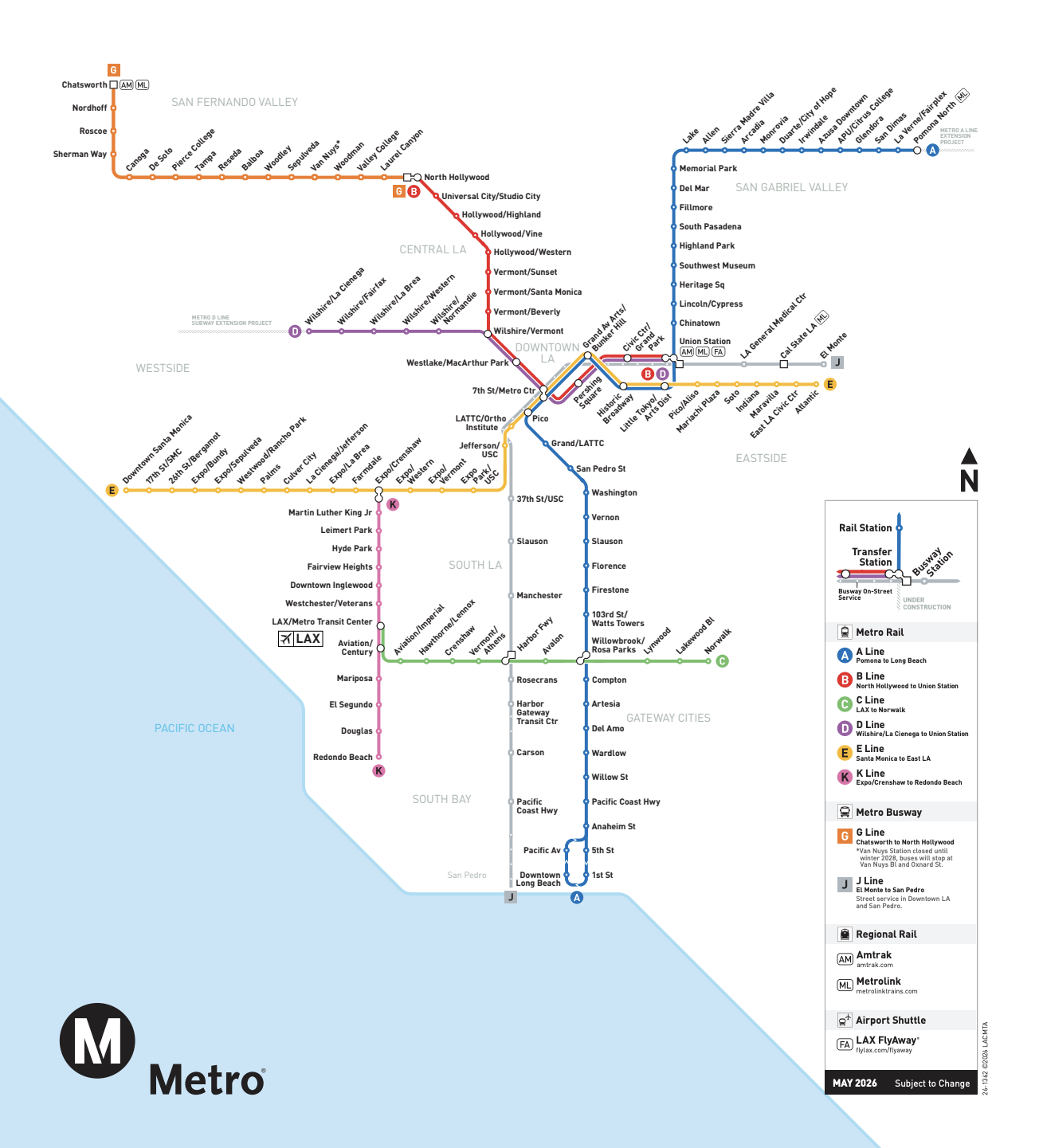
Mapa de las líneas del Metro de Los Ángeles.

La Autoridad de Transporte Metropolitano del Condado de Los Ángeles y otras agencias gestionan un extenso sistema de líneas de autobús, metro y tren ligero. Solo el 10.5 % de las personas que se desplazan diariamente a su trabajo utilizan el sistema de transporte público, comparado con el 53 % y 30 % de Nueva York y Chicago respectivamente. El sistema ferroviario realiza un promedio de 276 900 viajes al día, esto es un 0.4 % de los 65 millones realizados diariamente en la ciudad mediante otros medios. El metro de la ciudad es el noveno más activo de Estados Unidos, y su sistema de tren ligero es el tercero más utilizado en el país. El promedio de viajes en autobús es de 1.7 millones al día. El sistema ferroviario incluye las líneas roja y púrpura de metro, así como la dorada, azul y verde de tren ligero. La línea naranja, aunque corresponde a autobuses de tránsito rápido, también es considerada como parte del sistema.

### Aéreo
El área metropolitana de Los Ángeles posee más aeropuertos que cualquier otra ciudad en el mundo. Hay seis aeropuertos comerciales y muchos otros de aviación general. El principal aeropuerto de la ciudad es el Aeropuerto Internacional de Los Ángeles (IATA: LAX, OACI: KLAX). Siendo el quinto aeropuerto mundial en tráfico comercial y el tercero en los Estados Unidos; tuvo cerca de 61 millones de pasajeros y dos millones de toneladas de carga en 2006.

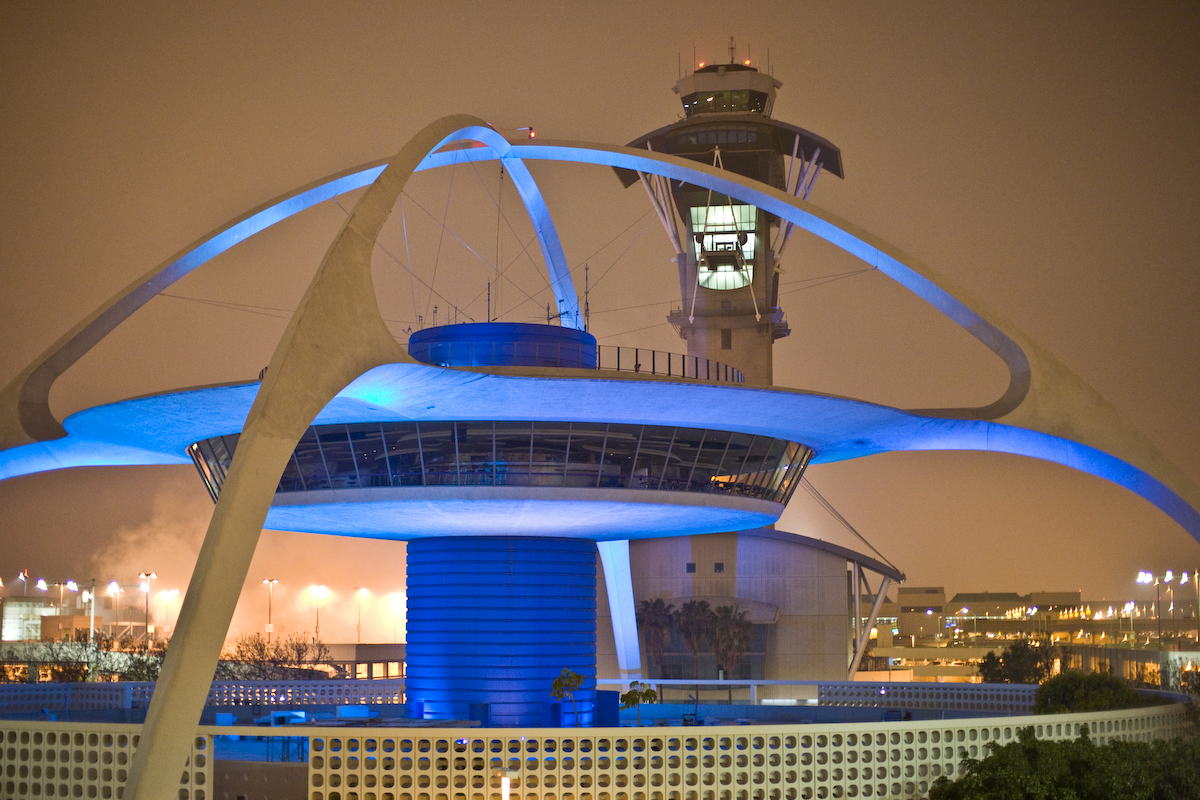
El emblemático Theme Building en el Aeropuerto Internacional de Los Ángeles (LAX).

Otros importantes aeropuertos comerciales son el Aeropuerto Internacional Ontario, Aeropuerto Bob Hope, actualmente conocido como Aeropuerto Burbank, el Aeropuerto Municipal de Long Beach, y el Aeropuerto John Wayne.
- (IATA: ONT, OACI: KONT) Aeropuerto Internacional de Ontario, propiedad de la ciudad de Los Ángeles; ubicado en Inland Empire.
- (IATA: BUR, OACI: KBUR) Aeropuerto Bob Hope, antiguamente conocido como Aeropuerto Burbank; ubicado en el Valle de San Fernando
- (IATA: LGB, OACI: KLGB) Aeropuerto de Long Beach, brinda sus servicios al área de Long Beach y el puerto
- (IATA: SNA, OACI: KSNA) Aeropuerto John Wayne del Condado de Orange.
- (IATA: PMD, OACI: KPMD) Aeropuerto Regional de Palmdale es propiedad de la ciudad de Los Ángeles y brinda sus servicios en los valles de Santa Clarita y Antelope.

Los Ángeles posee además el aeropuerto de aviación general más activo del mundo, el Aeropuerto de Van Nuys (IATA: VNY, OACI: KVNY).

### Puertos

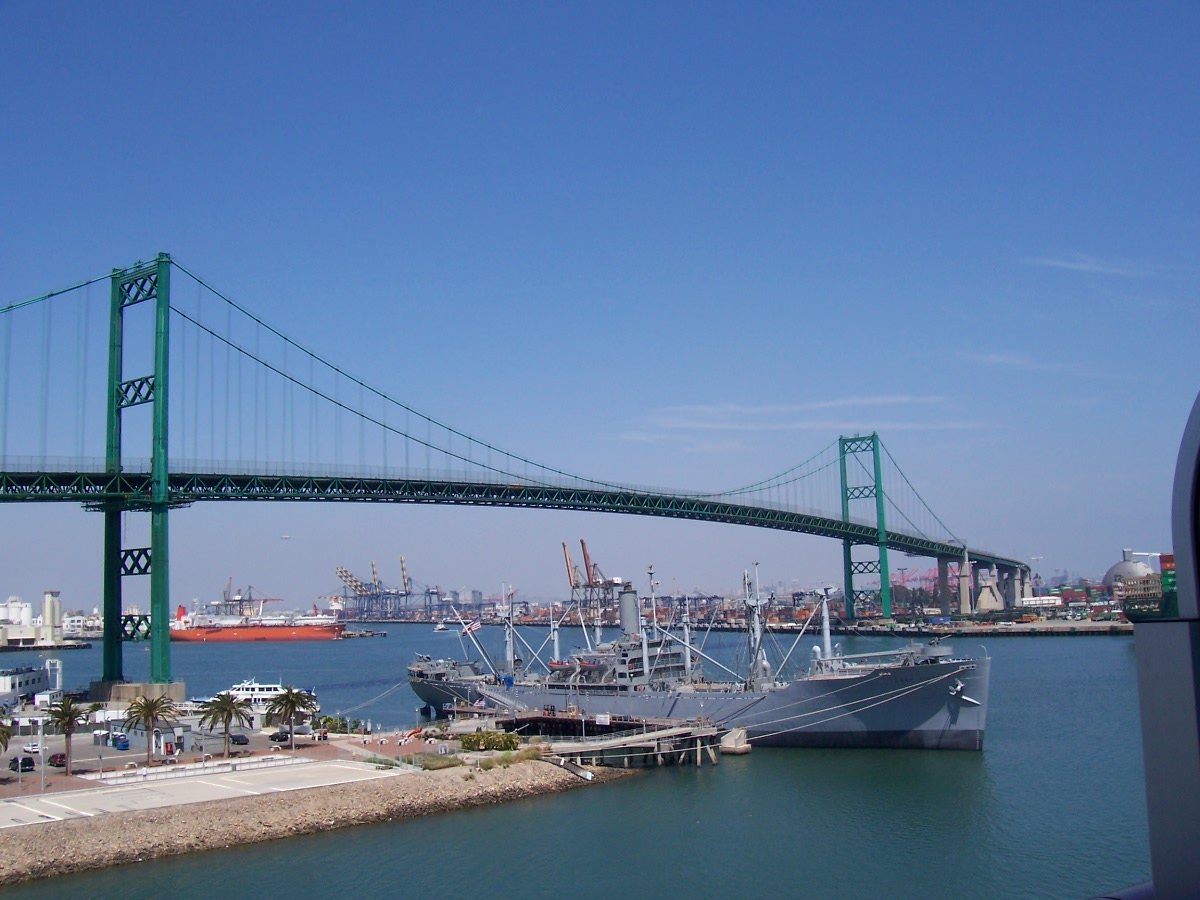
Vista del Puente Vincent Thomas.

El Puerto de Los Ángeles está ubicado en la Bahía de San Pedro en el distrito de San Pedro, aproximadamente a 30 km al sur del centro de la ciudad. El puerto abarca un área de 30 km² incluyendo terreno y agua, además de 69 km de muelles. Está ubicado junto al Puerto de Long Beach.
Los puertos de Los Ángeles y Long Beach juntos conforman el Puerto Los Ángeles - Long Beach. Hay, además, pequeños puertos no industriales a lo largo de las costas de LA. La mayoría, como Redondo Beach y Marina del Rey, los usan embarcaciones de vela y yates.
El puerto incluye cuatro puentes: el Puente Vincent Thomas, Henry Ford, Gerald Desmond y Comodoro Schuyler F. Heim.

## Ciudades hermanas

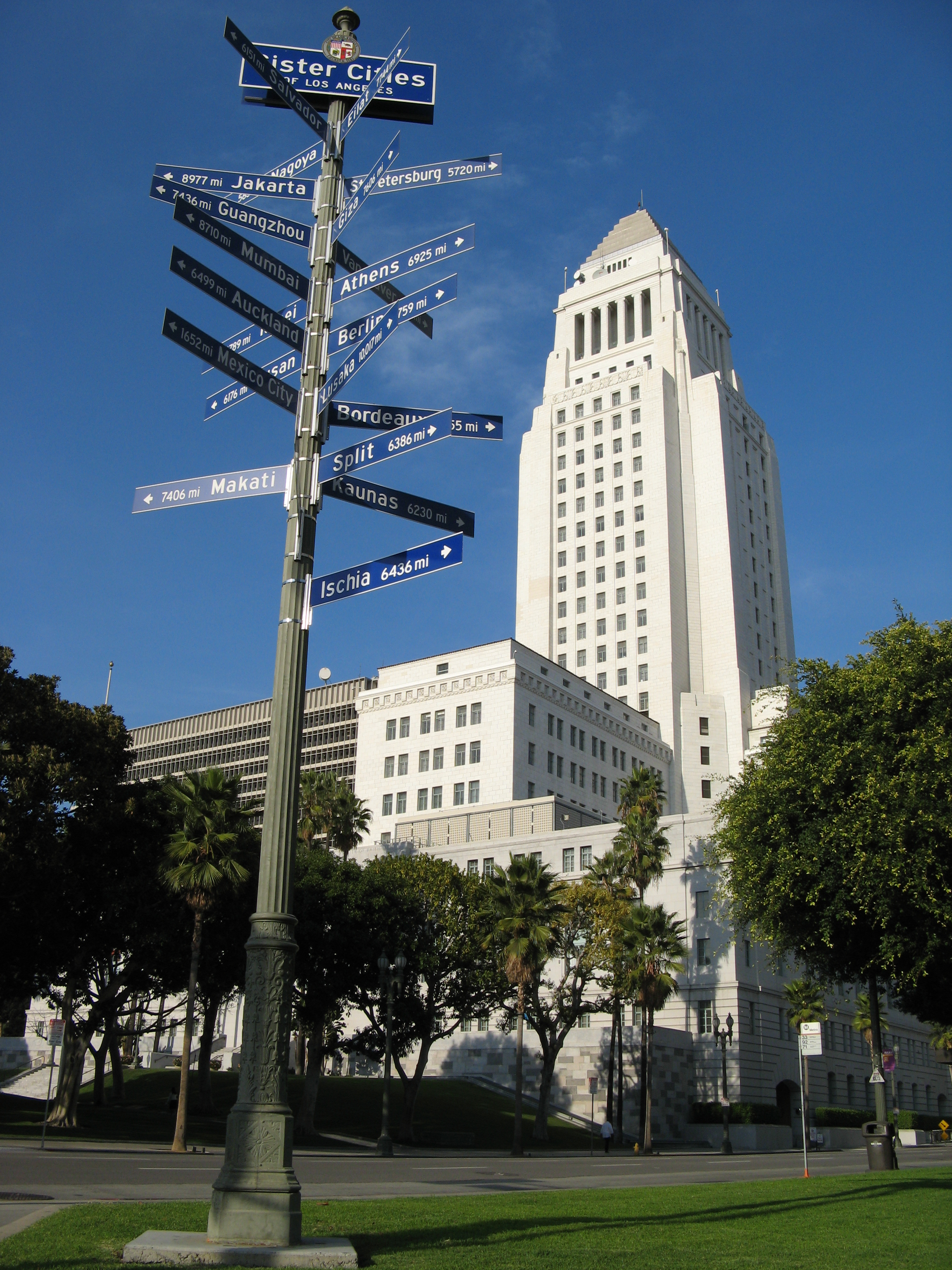
Una señalización ubicada cerca del ayuntamiento, indica la dirección de las ciudades hermanas de Los Ángeles.

Los Ángeles tiene 29 ciudades hermanas:
| Ciudades Hermanadas con Los Ángeles, CA. | Ciudades Hermanadas con Los Ángeles, CA. | Ciudades Hermanadas con Los Ángeles, CA. |
| ---------------------------------------- | ---------------------------------------- | ---------------------------------------- |
| Nagoya, Japón (1959)                     | Bombay, India                            | Split, Croacia (1993)                    |
| Eliat, Israel (1959)                     | Teherán, Irán (1972)                     | San Salvador, El Salvador (1995)         |
| Salvador de Bahía, Brasil (1962)         | Taipéi, Taiwán (1979)                    | Beirut, Líbano (2006)                    |
| Burdeos, Francia (1964)                  | Cantón, China (1981)                     | Isquia, Italia (2006)                    |
| Berlín, Alemania (1967)                  | Atenas, Grecia (1984)                    | Ereván, Armenia (2007)                   |
| Lusaka, Zambia (1968)                    | San Petersburgo, Rusia (1984)            | Londres, Reino Unido (2009)              |
| Ciudad de México, México (1969)          | Vancouver, Canadá (1986)                 | Mánchester, Reino Unido (2009)           |
| Auckland, Nueva Zelanda (1971)           | Guiza, Egipto (1989)                     | Lodz, Polonia (2010)                     |
| Busan, Corea del Sur (1971)              | Yakarta, Indonesia (1990)                | Managua, Nicaragua (2010)                |
| Makati, Filipinas (1992)                 | Kaunas, Lituania (1991)                  | Managua, Nicaragua (2010)                |

| Predecesor: Ámsterdam Moscú París | Ciudad Olímpica 1932 1984 2028 | Sucesor: Berlín Seúl Brisbane |